# Albert Schweitzer
Pour les articles homonymes, voir Schweitzer.
Albert Schweitzer (Ludwig Philipp Albert Schweitzer), né le 14 janvier 1875 à Kaysersberg (Alsace-Lorraine) et mort le 4 septembre 1965 à Lambaréné (Gabon), est un médecin, pasteur et théologien protestant, philosophe et musicien alsacien.
L'hôpital qu'il développe dans la forêt équatoriale au bord de l'Ogooué à partir de 1913 le fait connaître dans le monde entier. En 1952, l'attribution du prix Nobel de la paix lui apporte la consécration et une visibilité médiatique considérable.
Personnage marquant du XXe siècle, « homme universel », il est en même temps une figure emblématique de l'Alsace, de la théologie libérale ou des admirateurs de Jean-Sébastien Bach. On voit parfois en lui un précurseur de l'action humanitaire, de l'écologie, de l'antispécisme et du désarmement nucléaire.
La notion de « respect de la vie » (Ehrfurcht vor dem Leben) et son indignation devant la souffrance sont au cœur de la démarche d'Albert Schweitzer, qui s'est voulu « un homme au service d'autres hommes », tourné vers l'action.
Nourri d'une double culture allemande et française, il bénéficie d'une aura internationale, mais, à l'exception de son Alsace natale, son œuvre reste peu connue en France où elle a été diffusée plus tardivement. Auteur prolifique, il a laissé de nombreux travaux, sermons, lettres et documents, pas encore tous exploités. De leur côté, témoins, disciples et détracteurs, en Europe ou en Afrique, apportent des points de vue contrastés, que la recherche s'emploie à mettre en perspective. Son œuvre a été distinguée par le prix du patrimoine Nathan Katz (2015).

## Biographie

### Les années alsaciennes (1875-1913)

#### La question de la nationalité
La nationalité d'Albert Schweitzer fait parfois l'objet d'un débat, les circonstances de sa vie personnelle et de celle de son épouse se conjuguant avec plusieurs épisodes majeurs de l'histoire contemporaine. Cette réflexion comporte des aspects à la fois juridiques et culturels.

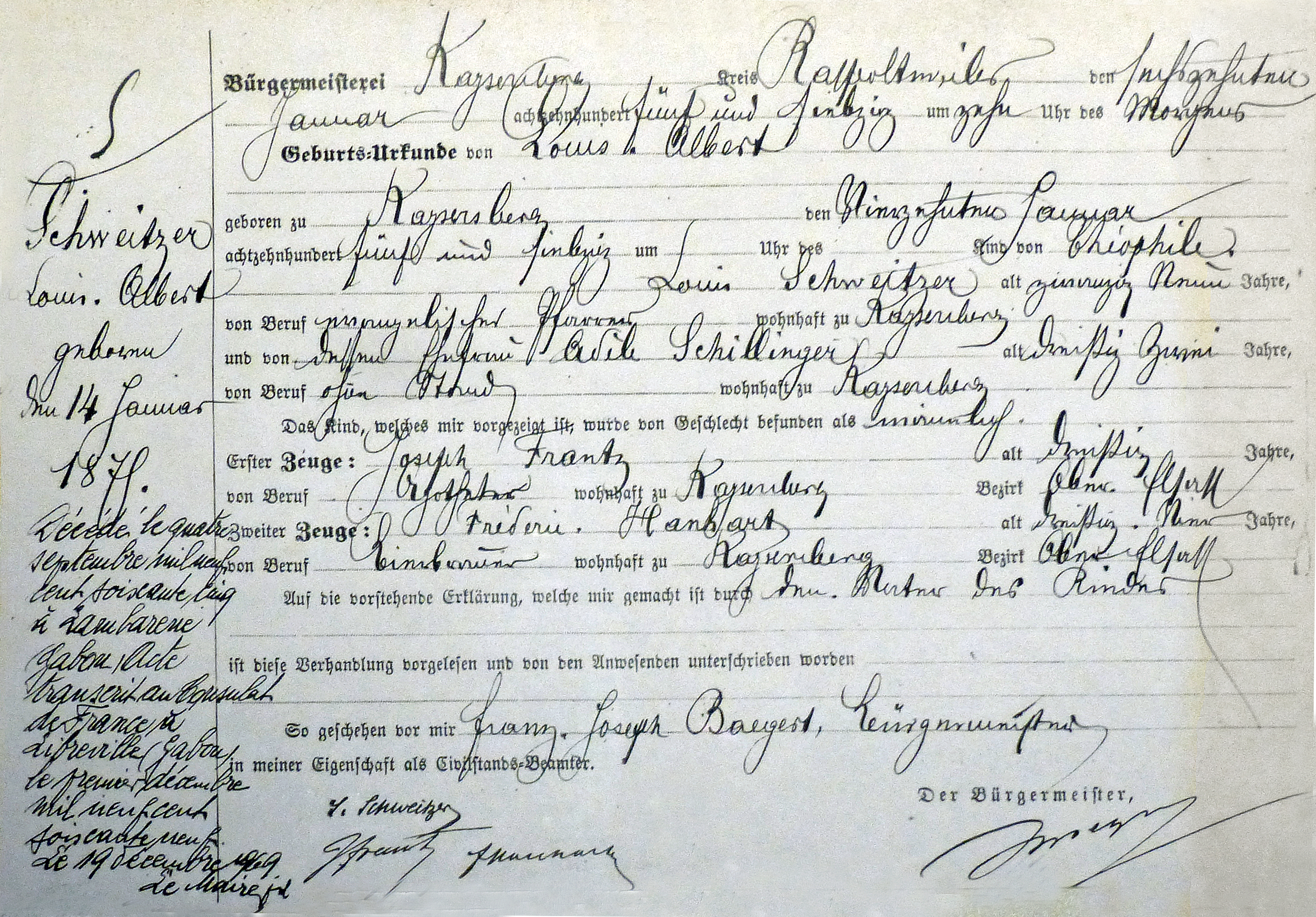
Acte de naissance
(coll. musée Albert-Schweitzer de Kaysersberg).

Né en Alsace en 1875, de parents français devenus allemands après le rattachement de l’Alsace-Moselle à l’Empire allemand en 1871, comme tous les Alsaciens demeurés sur place (alors que deux de ses oncles, dont Charles, le grand-père de Jean-Paul Sartre, avaient opté pour la France où ils vivaient déjà), il est d’abord allemand. Après la Première Guerre mondiale, Albert Schweitzer réside à Strasbourg avec son épouse, Hélène Schweitzer-Bresslau. Il est — automatiquement — réintégré dans la nationalité française en application du traité de Versailles. En revanche, son épouse, née à Berlin et allemande de naissance, doit obtenir sa naturalisation.
Ses origines alsaciennes le placent d'emblée à la croisée de deux cultures, dont il se réclame à de nombreuses reprises. Conscient de cet « héritage fatal » et de ce « beau privilège », guidé par une vision universaliste des cultures, il choisit de n'en renier aucune, mais cette double loyauté l'a parfois mis en mauvaise posture et n'a pas toujours été comprise. La plupart de ses ouvrages ayant été écrits en allemand et traduits tardivement, c'est seulement au début des années 1950 que « la France découvre qu'il est citoyen français ».

#### Enfance
Les premières années d'Albert Schweitzer sont connues à travers ses propres récits, tels que Souvenirs de mon enfance (1924) et Ma vie et ma pensée (1931), mais les sermons, la correspondance et les nombreuses archives utilisées par les biographies les plus récentes rendent compte d'une évolution plus complexe.

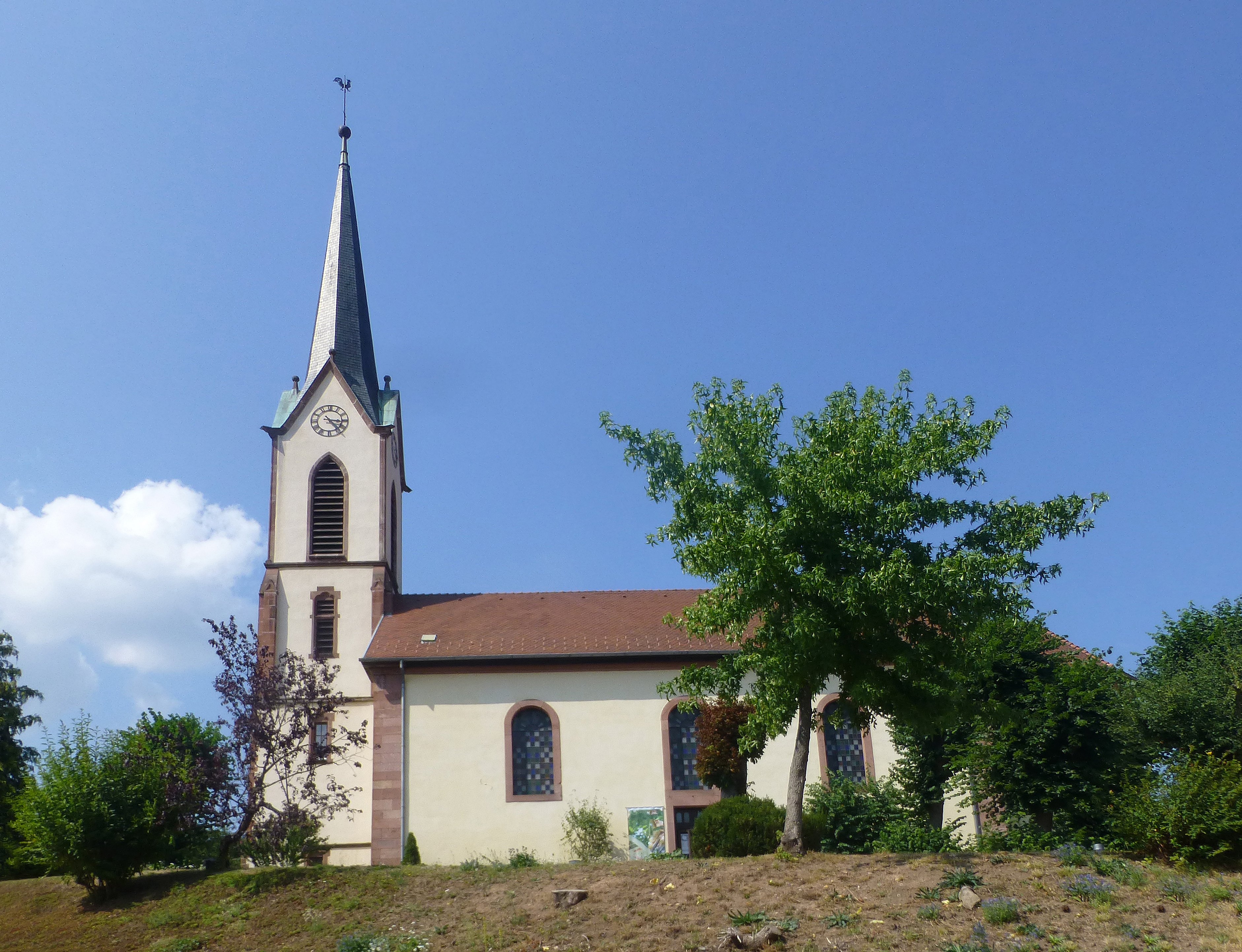
Église de Gunsbach.

Il naît le 14 janvier 1875 à Kaysersberg (aujourd'hui dans le Haut-Rhin). Deuxième d'une fratrie de cinq, il est le fils de Louis Schweitzer, un pasteur érudit de tendance libérale, et d'Adèle Schillinger, elle-même fille de pasteur, décrite comme passionnée quoique réservée, et intéressée par la politique. La famille compte, parmi ses ascendants, d'autres pasteurs, mais surtout de nombreux enseignants. Son père, resté en Alsace après 1870, devient pasteur à Gunsbach, quelques mois après la naissance d'Albert, qui y vit désormais. Albert parle plusieurs langues : l'alsacien familial, l'allemand à l'église et à l'école, et le français qu'il utilise dans sa correspondance et pour une partie de ses lectures (son père possède une riche bibliothèque dans les deux langues et est abonné au Journal des missions évangéliques de langue française). Il s'initie à la musique avec son père, qui lui fait jouer de l'orgue paroissial lorsqu'il a 9 ans.
Albert Schweitzer a une enfance heureuse, proche de la nature. Il fréquente l'école de Gunsbach, puis celle de Munster.

#### La musique
Il fait ses études secondaires au lycée de Mulhouse (1888-1893), hébergé par un grand-oncle et son épouse, et prend des cours de piano et d'orgue avec Eugène Münch, le frère aîné d'Ernest Münch, qui lui fait découvrir la musique de Beethoven et de Bach, à l'église Saint-Guillaume de Strasbourg, l'église des bateliers réputée pour son accueil inconditionnel.
En juin 1893, il obtient son Abitur, puis séjourne durant l'été à Paris, chez son oncle paternel Auguste Schweitzer, dont l'épouse, Mathilde, prend des cours d'orgue avec le compositeur et organiste Charles-Marie Widor.
Il accompagne régulièrement, de 1894 à 1910, le Chœur de Saint-Guillaume à l'orgue lors des chorals et des concerts de la Passion de Jean-Sébastien Bach. Il peut s'entraîner sur l'orgue du temple Saint-Étienne de Mulhouse et consacre à son professeur sa première œuvre écrite.

#### L'Université et l'Église

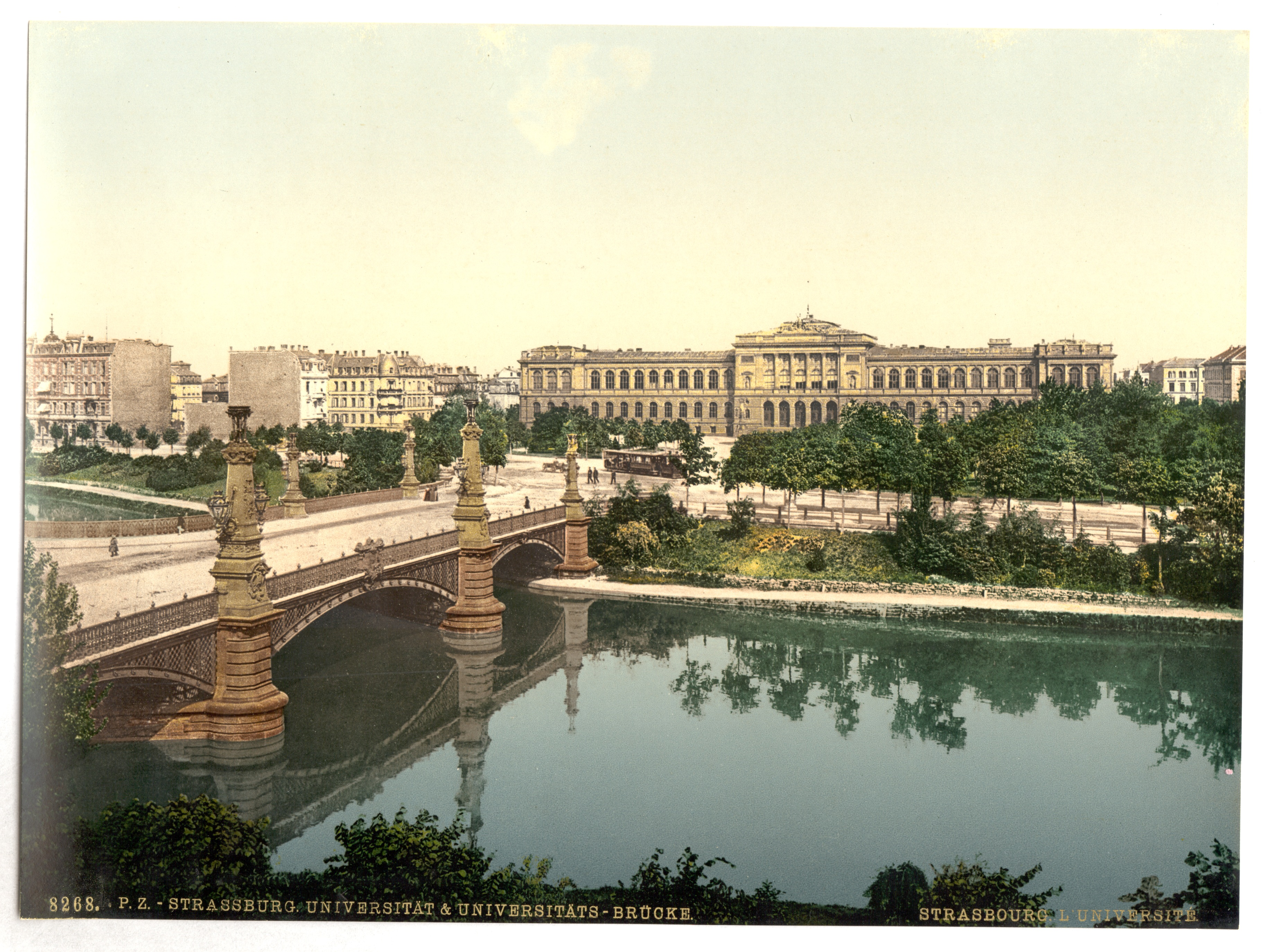
Le palais universitaire de Strasbourg vers 1900.

En octobre 1893, Albert Schweitzer entreprend un double cursus de philosophie et de théologie protestante à l'université de Strasbourg, qu'il doit interrompre en 1894-1895 pour effectuer son service militaire dans le 143e régiment d'infanterie, cantonné à Strasbourg. Sa solide constitution et un régime d'études selon lui peu contraignant, lui permettent de continuer à se former, tout en poursuivant de surcroît l'orgue et la musicologie. Inspiré par son environnement familial, il a opté assez spontanément pour la théologie et, contrairement à d'autres condisciples, il ne doute pas de ce choix. La Kaiser-Wilhelms-Universität — qui cherche à germaniser les élites alsaciennes — attire alors d'excellents spécialistes et Albert Schweitzer apprécie tout particulièrement les enseignements de Heinrich Julius Holtzmann. Exégète réputé du Nouveau Testament, celui-ci pratique, comme ses collègues strasbourgeois, la méthode dite « historico-critique », qui refuse une lecture littérale de la Bible.
Alors qu'il se consacre à ses études, il vit, à l'âge de 21 ans, une sorte d'« épiphanie », citée par nombre de biographes :

« En 1896, aux vacances de la Pentecôte, par un rayonnant matin d'été, je m'éveillai à Gunsbach, et l'idée me saisit soudain que je ne devais pas accepter mon bonheur comme une chose toute naturelle et qu'il me fallait donner quelque chose en échange. »

Se référant à l'exemple de Jésus, il en conclut qu'il a le droit de vivre pour la science jusqu'à sa trentième année, mais qu'il devra se consacrer ensuite à un « service purement humain », même si les modalités de cet engagement futur ne lui apparaissent pas encore clairement.

Ancien Séminaire protestant de Strasbourg (Stift).

Enfant, il a été marqué par les sermons prononcés par son père et se destine à son tour à la prédication, qu'il apprécie particulièrement. En mai 1898, il obtient l'autorisation de prêcher (licentia concionandi) et effectue plusieurs stages auprès du pasteur Charles Théodore Gérold de l'église Saint-Nicolas de Strasbourg. Le 23 septembre 1900, Schweitzer reçoit l'ordination de l'Église luthérienne d'Alsace et de Lorraine et le 14 novembre il est nommé vicaire (de) de la paroisse de Saint-Nicolas. Il demeure dans ces fonctions jusqu'en 1912, sans demander à devenir pasteur titulaire comme il aurait pu le faire, car la condition de vicaire lui laisse davantage de temps pour ses autres activités, la musique et la théologie. Cependant, alors qu'il a consacré ses recherches universitaires à la pensée religieuse de Kant et soutenu sa thèse de philosophie en 1899, son engagement comme prédicateur lui ferme une carrière académique en philosophie, malgré les éloges des éminents membres de son jury, Theobald Ziegler et Wilhelm Windelband.
Ses études sont entrecoupées de séjours d'études. Il passe le semestre d'hiver 1898-1899 chez son oncle à Paris où il étudie l'orgue et le piano avec Charles-Marie Widor et Marie Jaëll. Pendant l'été suivant, il se rend à Berlin où il côtoie des musiciens, des artistes et des penseurs tels que Adolf von Harnack, Otto Pfleiderer, Julius Kaftan ou Friedrich Paulsen. Il apprécie tout particulièrement les cours de Georg Simmel et se lie avec Carl Stumpf.
À son retour, il achève une thèse de théologie sur La Cène dans ses rapports avec la vie de Jésus et l'histoire du christianisme primitif, puis complète ce cursus par une thèse d'habilitation sur Le secret de la messianité et de la passion de Jésus. En 1902, il est nommé Privatdozent à la Faculté de théologie protestante de Strasbourg, une position précaire non rémunérée. En même temps, il devient le directeur du Collegium Wilhelmitanum, connu aujourd'hui encore sous le nom de « Stift ». C'est le foyer qui héberge les étudiants en théologie, dont il est aussi l'aumônier et le répétiteur. Il conserve ce poste jusqu'en 1906.

#### Hélène Bresslau
Selon la version « officielle », Albert Schweitzer fait la connaissance d'Hélène Bresslau en 1898, à l'occasion d'un mariage. Quoique de santé délicate, c'est une jeune fille indépendante et précoce — elle enseigne dès l'âge de 16 ans. Fille de l'historien allemand Harry Bresslau, professeur à l'université de Strasbourg depuis 1890, elle prend des cours de piano au conservatoire de Strasbourg et devient aussi l'une des premières étudiantes en histoire et en histoire de l'art de l'université. Elle partage avec Albert sa passion pour la musique : elle chante dans le Chœur de Saint-Guillaume, qu'il accompagne parfois à l'orgue à la demande de son fondateur et directeur, Ernest Münch. Ils font aussi de longues promenades à bicyclette le long du Rhin et c'est au cours de l'une de ces excursions qu'ils concluent en 1902 le pacte d'une amitié profonde et durable.
Jusqu'à leur mariage en 1912, Albert et Hélène échangent une abondante correspondance, aujourd'hui publiée. Le couple aura une fille unique, Rhéna (née en 1919, morte en 2009).

### Les années africaines (1913-1965)

#### L'appel de l'Afrique
Le jeune enseignant se trouve à l'aube d'une carrière universitaire, mais il réfléchit encore au sens qu'il souhaite donner à sa vie. Il envisage par exemple d'éduquer des enfants abandonnés et de les recueillir au Stift, ou de s'occuper de vagabonds ou d'anciens détenus.
Dans Ma vie et ma pensée, il raconte comment, à l'automne 1904, son regard tomba « machinalement » sur un article d'Alfred Boegner – un Alsacien directeur de la Société des missions à Paris – déplorant le manque de personnel pour la Mission au Congo – l'actuel Gabon. Il aurait pris aussitôt sa décision : « Mes recherches avaient atteint leur terme. » L'un de ses biographes, Pierre Lassus, relativise cette explication conjoncturelle : la famille Schweitzer était déjà abonnée au Journal des missions, s'intéressait de longue date aux problèmes coloniaux, lisait les récits d'Eugène Casalis.
Dans sa première biographie, Souvenirs de mon enfance, Schweitzer évoquait aussi l'effet que produisit sur son imagination juvénile la contemplation répétée de la « figure herculéenne » d'un « nègre », « au visage triste et méditatif », sculptée au pied de la statue de l'amiral Bruat par Bartholdi.
Le choix de l'Afrique précède donc celui de la médecine, qui n'est que le moyen de se mettre « au service direct de l'humanité ». Selon lui, il s'agit avant tout de soigner, de soulager les souffrances pour expier les crimes de la colonisation.

#### Le choix de la médecine

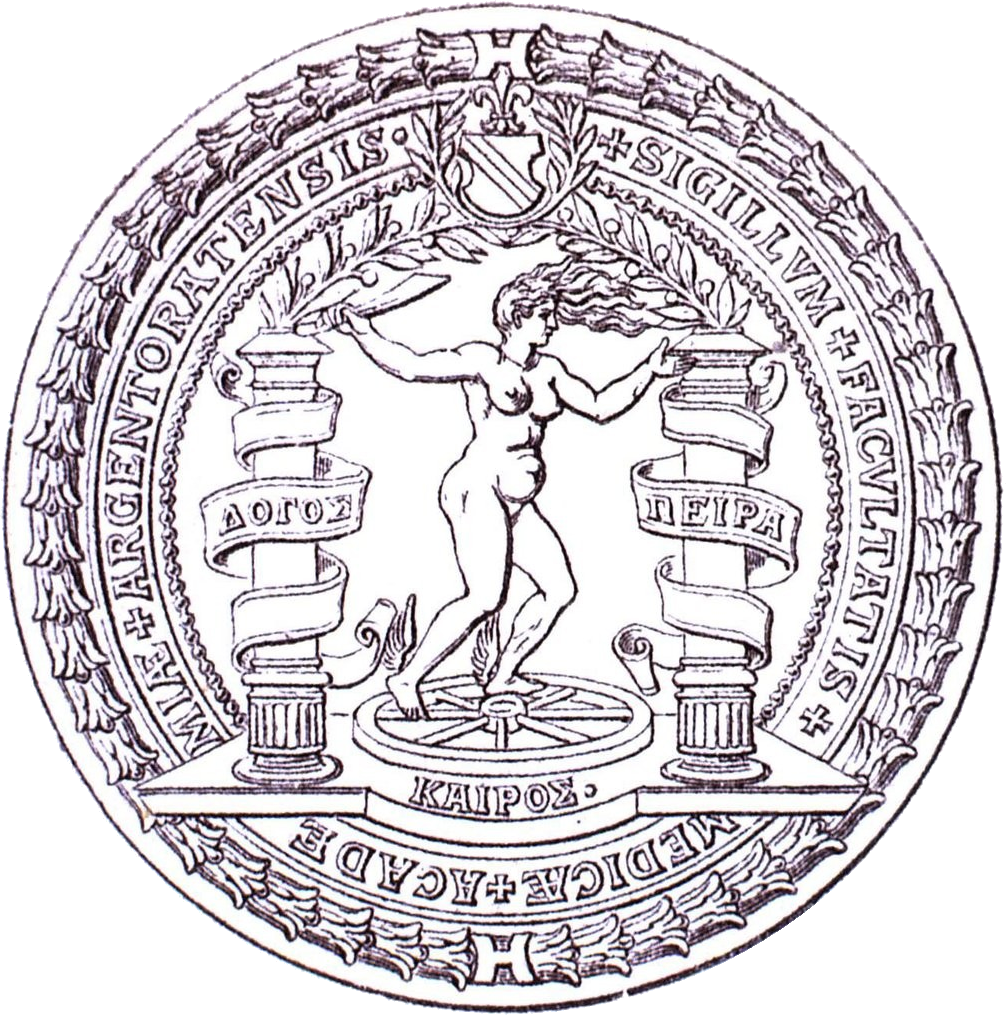
Sceau de la Faculté de médecine de Strasbourg
(coll. BNUS).

Albert Schweitzer informe ses proches de sa décision de partir au Congo. Son amie Hélène le soutient, mais ses parents – tout particulièrement sa mère – sont désolés de le voir sacrifier l'université et la musique à un projet qui leur semble déraisonnable. En 1905 il commence son cursus à la faculté de médecine de Strasbourg. En 1910, il passe le Physikum (de) (cycle préclinique). La même année, il obtient la mention Très bien à l'examen terminal des études théoriques de médecine. Il effectue plusieurs stages pratiques, notamment en chirurgie, dans les services du professeur Madelung. En 1912 il est habilité à exercer la médecine (Approbation als Artzt). Il complète sa formation par des cours à l'Institut des maladies coloniales de Paris. En 1913 il soutient une thèse consacrée aux jugements psychiatriques sur Jésus, un sujet très éloigné de la pratique médicale à laquelle il se destine. Ce choix inattendu a fait l'objet de nombreux commentaires.
De son côté, Hélène Bresslau, nommée inspectrice des orphelinats de Strasbourg en 1905, entreprend en 1909 une formation d'infirmière à Francfort et cherche sa propre voie, alors qu'un mariage n'est pas encore à l'ordre du jour, car Albert hésite d'abord à l'entraîner dans une existence aussi périlleuse. Pourtant le couple se marie civilement à Strasbourg le 15 juin 1912, puis à l'église de Gunsbach trois jours plus tard.
Pendant ses études de médecine, il a continué à enseigner le Nouveau Testament et publié en 1906 une Histoire des recherches sur la vie de Jésus. Il a également poursuivi ses activités de musicien et de musicologue. En 1905, il publie, en français, J. S. Bach, le musicien-poète, dont paraîtra en 1908 à Leipzig une édition allemande considérablement augmentée. Il consacre un ouvrage à la facture d'orgue en France et en Allemagne. À trois reprises il accompagne à l'orgue l'Orfeó Català de Barcelone.
Une série d'obstacles a cependant retardé le départ en Afrique. Après la cession d'une partie du Congo français au Kamerun allemand le 4 novembre 1911, la Société des missions évangéliques de Paris, organisme qui coordonne les missions protestantes en France, se montre plutôt réticente à l'idée de recruter un citoyen allemand, universitaire et théologien libéral de surcroît. Après une dépression de quelques mois, le jeune médecin accepte finalement de partir à ses propres frais. Pour financer cette expédition, il donne des concerts et sollicite ses amis, en Alsace et à Paris. Il réunit des médicaments et du matériel médical pour deux ans – soixante-dix caisses – et emporte aussi le piano à pédalier d'orgue, en bois résistant aux termites, spécialement réalisé pour lui par la Société Jean-Sébastien Bach de Paris, dont il est un membre actif.
Prudent, il envisage la possibilité d'un retour pour des raisons de santé et cherche à préserver son poste à l'université, mais la Faculté de théologie n'y consent pas. Le 4 avril 1913, alors qu'il est parti depuis deux semaines et fait escale à Dakar, il se résout à envoyer sa lettre de démission au recteur de l'université de Strasbourg.

#### L'installation à la mission

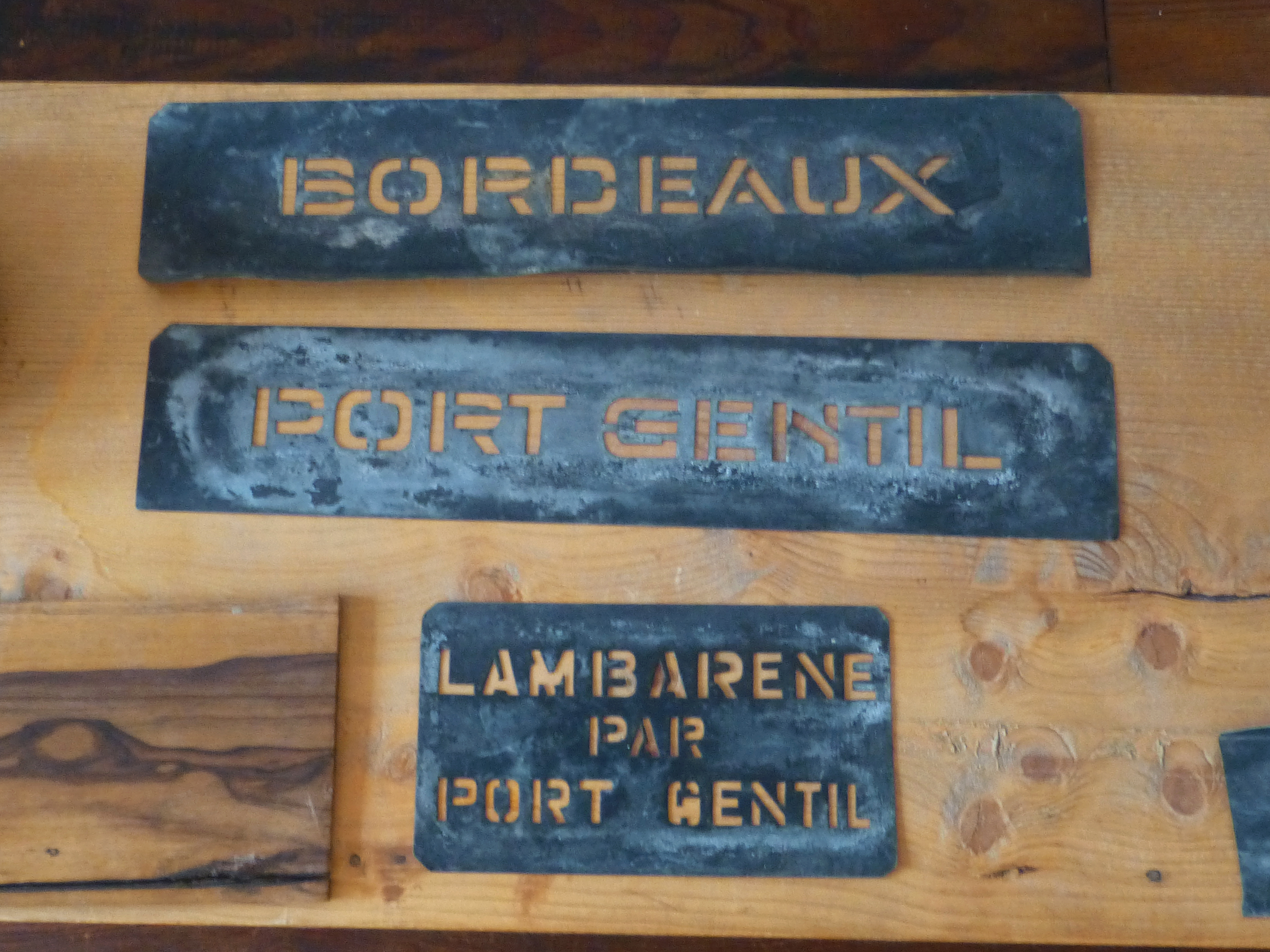
Matériel en partance
(coll. musée africain de Gunsbach).

Le 21 mars 1913 Albert et Hélène Schweitzer quittent Gunsbach pour embarquer le 26 mars à Bordeaux sur le paquebot Europe. Le 16 avril 1913 ils arrivent à Andende, la station missionnaire protestante située au bord du fleuve Ogooué, à trois kilomètres de Lambaréné, dans l'actuelle province du Moyen-Ogooué. Elle compte alors une vingtaine de cases.

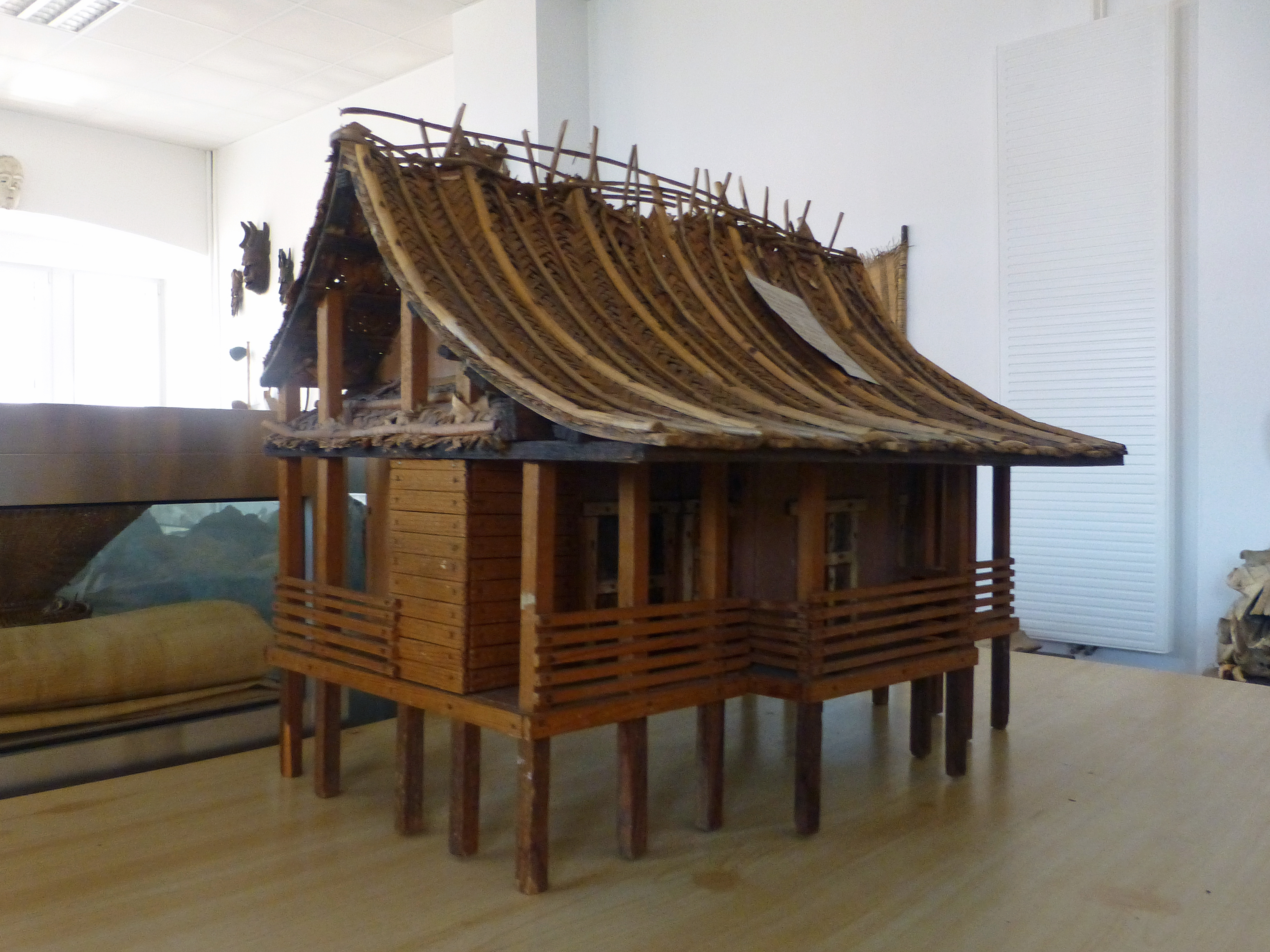
Maquette de la maison d'Andende
(coll. musée africain de Gunsbach).

Annoncée au son du tam-tam, leur arrivée ne passe pas inaperçue et le succès est immédiat. Comme la baraque en tôle promise n'est pas disponible, le médecin utilise d'abord sa maison comme pharmacie et installe la salle d'opération dans un vieux poulailler. Peu à peu, des huttes en bambou sont construites pour accueillir les malades. Entre le 5 juin et le 9 janvier 1914, l'hôpital a déjà accueilli plus de mille patients. Le médecin est secondé par son épouse, infirmière, et deux auxiliaires africains, N'zeng, secrétaire de santé, et Joseph – ancien cuisinier de Savorgnan de Brazza – qui fait aussi office de traducteur dans les différentes langues locales. La région est réputée inhospitalière. Dans ses Notes et nouvelles de la part du prof. Dr Albert Schweitzer. Lambaréné (1913), Albert Schweitzer en décrit les principales pathologies : les parasitoses intestinales, le paludisme, la lèpre, la maladie du sommeil. Il soigne les plaies, les gales, les ulcères et opère hernies étranglées et tumeurs éléphantiasiques.
Devant ces conditions précaires, il obtient le financement et la construction d'un dispensaire sur un terrain situé en contrebas. Une case en tôle ondulée posée sur du ciment abrite deux pièces, à laquelle s'ajoutent un logement pour l'infirmier, une salle d'attente et un dortoir.
Avant son départ, il s'était engagé auprès de la Société des missions à ne pas prêcher mais, sur le terrain, il y est autorisé par les missionnaires. Il prononce donc de nombreux sermons, dont le premier trois jours après son arrivée.
Il dispose de peu de loisirs, mais joue chaque soir de l'orgue avec son piano à pédalier.

#### Les années de guerre
Alors que la mobilisation générale a été décrétée en France le 1er août 1914, les Schweitzer – en tant que ressortissants allemands sur le territoire d'une colonie française – sont mis en garde à vue dès le 5 août. Le praticien doit alors cesser ses activités. Il est autorisé à les reprendre en novembre, mais de manière réduite. Comme il ne peut plus quitter le pays pour se réapprovisionner en médicaments, il contracte de lourdes dettes auprès de la Société des missions.
En septembre 1917, Albert et Hélène Schweitzer sont arrêtés, considérés comme prisonniers de guerre et envoyés en France, d'abord consignés dans une caserne à Bordeaux, puis internés dans un camp de prisonniers civils à Notre-Dame-de-Garaison dans les Hautes-Pyrénées. En mars 1918 ils sont transférés au camp de Saint-Rémy-de-Provence. Au mois de juillet, ils bénéficient d'un échange de prisonniers entre la France et l'Allemagne et regagnent l'Alsace le 8 août. Albert Schweitzer est très affecté par ce conflit qui oppose deux nations chrétiennes auxquelles il est lié. Physiquement affaibli – le 1er septembre 1918 il subit une première intervention chirurgicale –, il pense aussi son œuvre compromise. 
Dans l'intervalle il a mené une réflexion philosophique sur l'état de la civilisation. Le titre de son ébauche – publiée plus tard –, Wir Epigonen (« Nous, les Épigones »), lui est inspiré par une réflexion entendue chez la veuve de Curtius à Berlin en 1899 : « Nous ne sommes après tout que des Épigones ! ». Il est comme « frappé par la foudre » par ce jugement qui reflète exactement sa pensée : sa génération, non seulement n'a pas dépassé les précédentes, mais se contente de les imiter, voire gaspille leur héritage. Dans Ma vie et ma pensée, il raconte comment, en septembre 1915, lors d'un voyage sur l'Ogooué, il a l'intuition de la notion de « Ehrfurcht vor dem Leben », que l'on traduit généralement par « respect de la vie », même si cette formulation, aujourd'hui passée dans l'usage, ne fait pas l'unanimité.

#### Les tournées en Europe
Après le traité de Versailles, Schweitzer obtient – de manière automatique – la nationalité française en 1919.
Avant de partir en Afrique, Albert Schweitzer avait pris la précaution de se ménager un éventuel retour à Strasbourg en tant que pasteur – ce que l'Église luthérienne d'Alsace avait accepté. En 1919 il retrouve donc son poste de vicaire à l'église Saint-Nicolas. Il est en outre nommé assistant à la clinique de dermatologie de l'Hôpital civil.

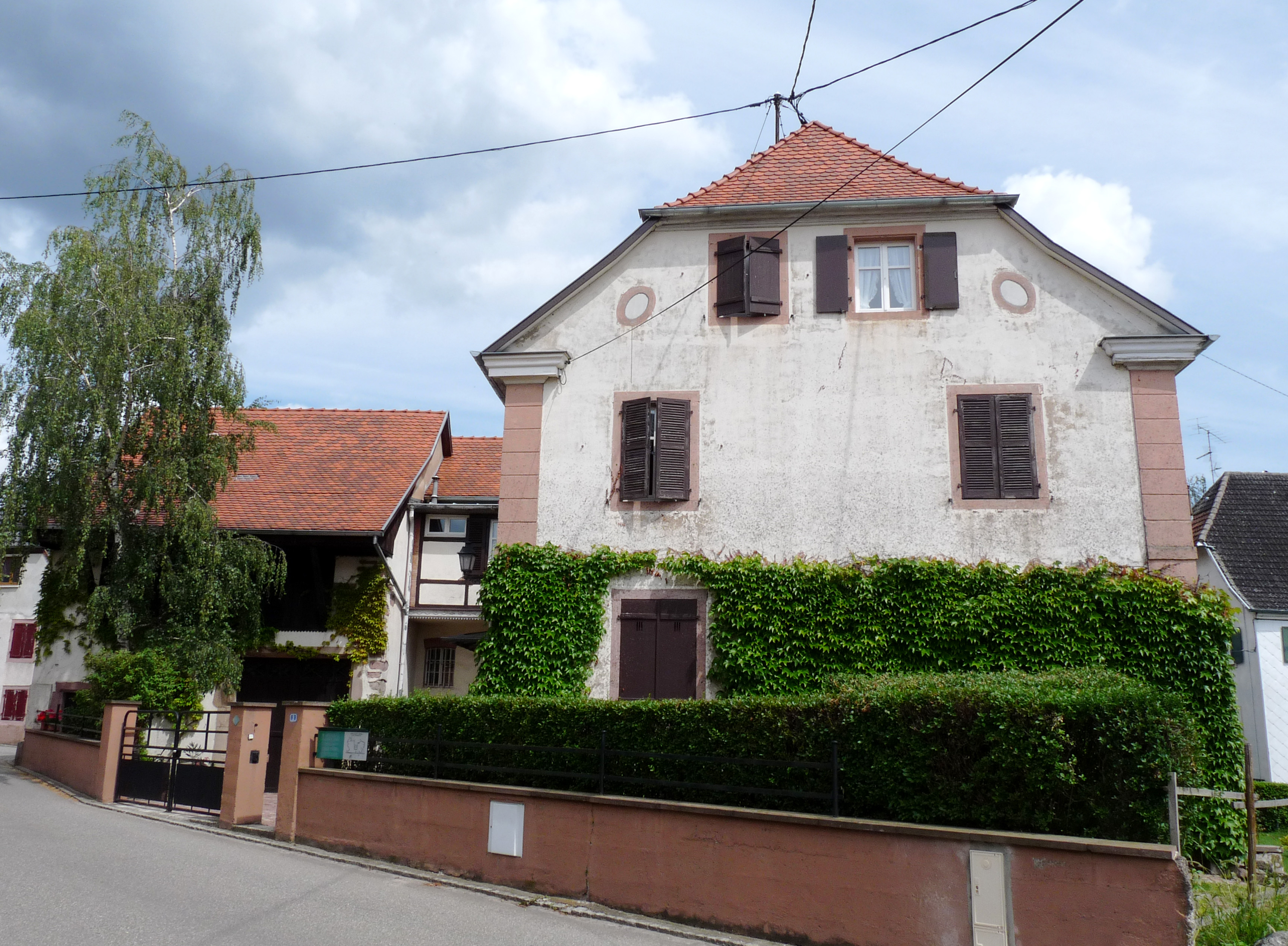
Ancien presbytère de Gunsbach.

Sa fille unique Rhéna naît à Strasbourg le 14 janvier 1919. Il est alors âgé de 44 ans. Toute la famille s'installe au presbytère de Saint-Nicolas. Après une nouvelle intervention chirurgicale au cours de l'été, les voyages se succèdent, le plus souvent dans le nord de l'Europe. En décembre 1919, l'archevêque luthérien Söderblom, primat de Suède – futur prix Nobel de la paix en 1930 –, l'invite à prononcer un cycle de conférences à l'université d'Uppsala, suivi par une tournée triomphale d'autres conférences et concerts à travers le pays. Ces activités lui permettent de rembourser ses dettes à la Société des missions et d'envisager un retour à Lambaréné. Il publie À l'orée de la forêt vierge, présenté comme des « récits et réflexions d'un médecin en Afrique équatoriale ». Ce livre le fait connaître en Europe et lui permet par la suite de trouver de nombreux donateurs.
En 1921 il demande à être nommé vicaire de son père à Gunsbach et s'installe au presbytère en avril. Il reprend alors ses travaux sur la « philosophie de la civilisation ». Il est régulièrement sollicité pour des conférences et des concerts en Suisse, à nouveau en Suède, en Grande-Bretagne, au Danemark, à Prague. En 1922, ses interventions auprès de missionnaires réunis pour un séminaire d'été à Selly Oak (en), près de Birmingham, sont particulièrement remarquées. Il y insiste sur le caractère éthique du christianisme, beaucoup plus marqué que dans d'autres religions. Ces textes sont publiés l'année suivante sous le titre Les religions mondiales et le christianisme.
En mai 1923, la famille s'installe dans une maison qu'il a fait construire à Königsfeld, en Forêt-Noire. Hélène et Rhéna y demeureront pendant ses absences et lui-même pourra venir s'y reposer de temps en temps et se consacrer à l'écriture. Il publie deux tomes de son œuvre philosophique, Décomposition et reconstruction de la civilisation et La civilisation et l´éthique, textes remaniés des conférences données à Uppsala. En 1924 il achève la rédaction des Souvenirs de mon enfance, avant son retour à Lambaréné.
En parallèle il a continué de se former par des stages de gynécologie et de soins dentaires à Strasbourg, et de médecine tropicale à Hambourg.

#### Lambaréné

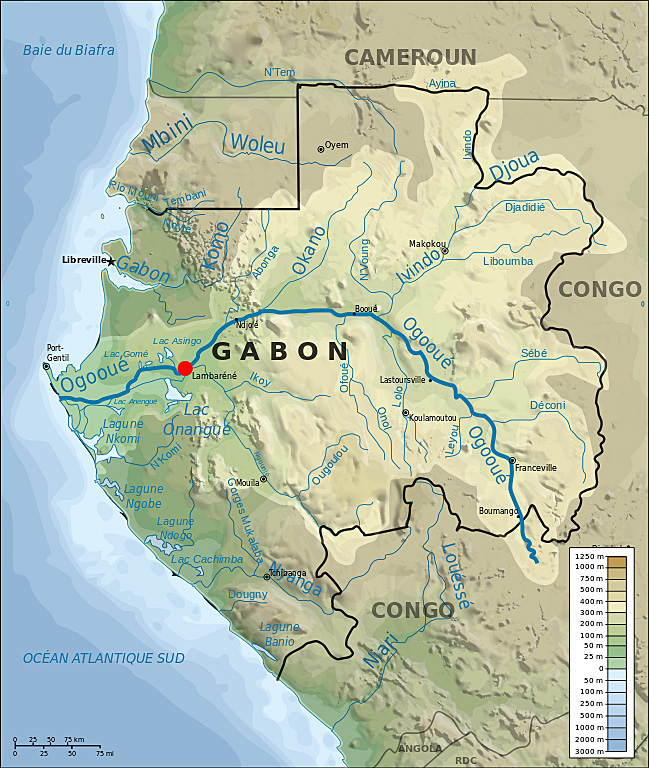
Localisation de Lambaréné dans le bassin de l'Ogooué.

Le 19 avril 1924, Albert Schweitzer est de retour à Lambaréné, mais son épouse et sa fille ne sont pas du voyage. Au cours des décennies suivantes il alterne quatorze séjours plus ou moins longs en Afrique avec des tournées de conférences et de concerts en Europe, puis aux États-Unis, qui lui permettent de financer ses projets. Il en profite pour achever plusieurs de ses œuvres et enregistrer des disques. Sa notoriété croît et les honneurs se succèdent. Sa famille l'accompagne quelquefois, mais la santé déclinante d'Hélène lui rend ces séjours de plus en plus difficiles.
À son arrivée en 1924, le docteur Schweitzer a retrouvé son hôpital à l'abandon. De nouveaux bâtiments s'avèrent encore plus nécessaires lorsque la région est touchée quelques mois plus tard par une grande famine et une épidémie de dysenterie. Mais dans l'intervalle, plusieurs nouveaux collaborateurs sont venus étoffer l'équipe : Noel Gillespie, un étudiant anglais, Marc Lauterburg, un chirurgien suisse, et plusieurs Alsaciens : l'infirmière Mathilde Kottmann, le docteur Victor Nessmann de Westhoffen et l'ancienne institutrice Emma Haussknecht qui restera trente ans aux côtés du médecin.

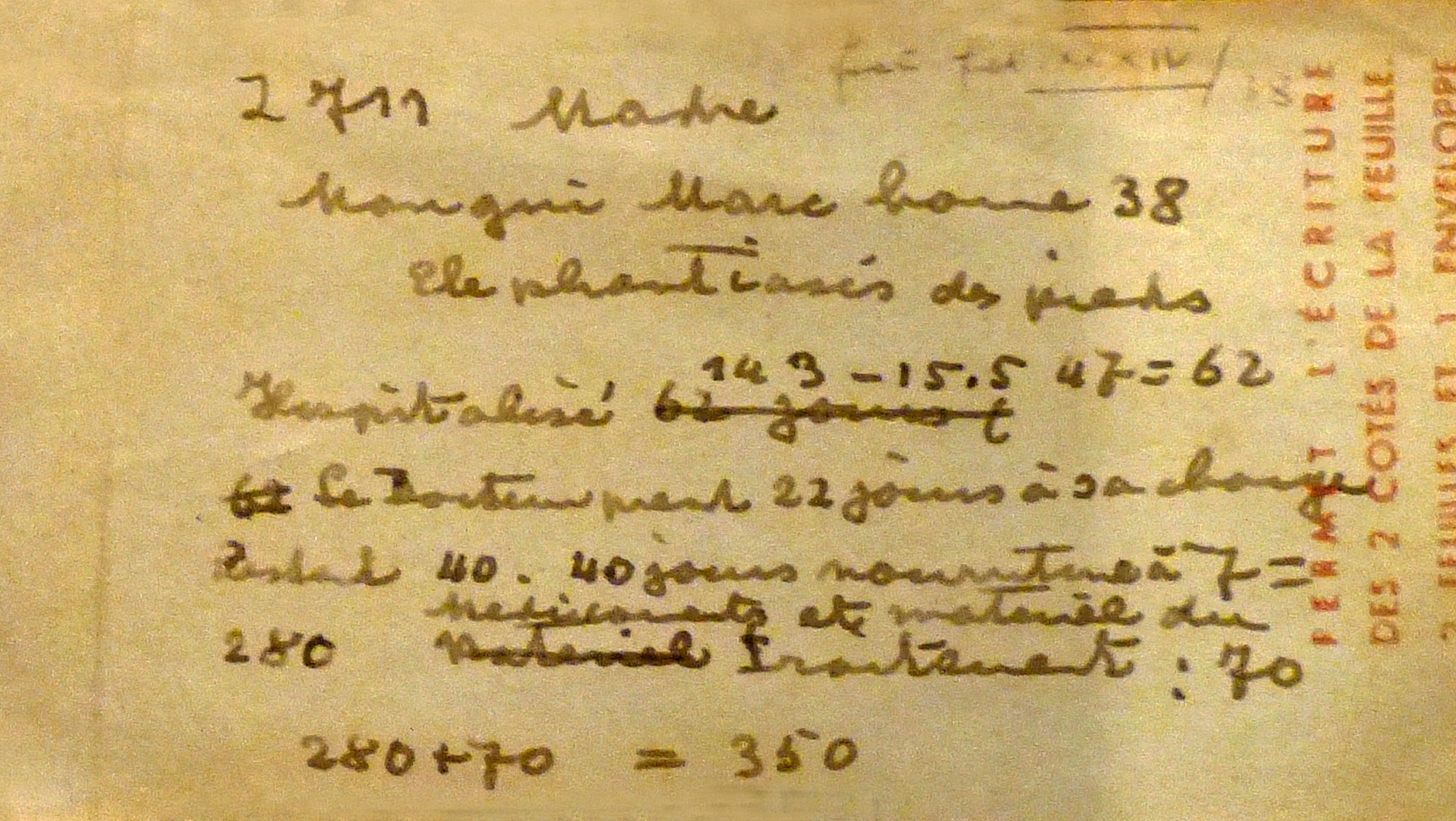
Bulletin d'hospitalisation (1947)
(coll. musée Albert-Schweitzer de Kaysersberg).

Le médecin décide de construire un nouvel hôpital à Lambaréné, à trois kilomètres en amont de l'Ogooué. Fort de ses deux expériences à Andende, il améliore la résistance de l'installation et le confort à l'intérieur des bâtiments, dotés d'une meilleure ventilation. Des cases séparées abritent les différentes populations (Fang et Galoa), les nouveaux opérés, les accouchées ou les tuberculeux. Le déménagement a lieu le 21 janvier 1927, mais l'afflux de patients ne tarit pas et de nouveaux aménagements sont sans cesse nécessaires. La dotation liée au prix Nobel lui permet d'achever en 1955 la construction du « village de lumière », destiné aux lépreux.
Le vécu quotidien des patients est un peu mieux connu depuis qu'un chercheur gabonais, Augustin Emane, a mené pendant plusieurs années des enquêtes, dans leurs langues, auprès d'une soixantaine de témoins. Il explore les similitudes entre le médecin européen et l'onganga, le guérisseur ou mage local, et souligne que cet espace atypique n'est pas un « village-hôpital », comme on l'a souvent dit, mais plutôt une sorte de campement protecteur et provisoire. Enfin, les représentations iconiques contrastées de Schweitzer en Occident et en Afrique ne seraient, l'une comme l'autre, que des artifices reflétant deux cultures très différentes, mais ce malentendu peut, selon lui, s'avérer productif.

#### La consécration
Dès 1920, l'université de Zurich l'avait nommé docteur honoris causa pour l'ensemble de ses activités. Le 28 août 1928 la ville de Francfort lui décerne le prix Goethe. Le 5 décembre de la même année il est nommé docteur honoris causa de la Faculté de philosophie de Prague.
La notoriété internationale d'Albert Schweitzer s'étend lorsque son épouse visite les États-Unis avec leur fille en 1937 et y donne des conférences. Les premiers envois de médicaments et de vivres de la part d'associations américaines arrivent en 1942. Les médias prennent alors le relais. Le 6 octobre 1947, Life le désigne comme « le plus grand homme du monde ». Après avoir décliné plusieurs invitations, lui-même ne se rend qu'une seule fois aux États-Unis, au début de l'été 1949. Le 8 juillet il prononce deux conférences (l'une en français, l'autre en allemand) sur Goethe à Aspen (Colorado), dont l'écrivain Thornton Wilder assure la traduction simultanée. Le 11 juillet 1949 il fait la une du magazine Time.
En Europe les distinctions se multiplient au cours des années 1950. La France le nomme chevalier (1948), puis officier de la Légion d'honneur (1950). Le 16 septembre 1951 il reçoit à Francfort le prix de la paix des libraires allemands. Le 3 décembre il est élu membre de l'Académie des sciences morales et politiques à Paris. Le 27 février 1952, le roi Gustave VI de Suède lui remet la médaille du prince Charles. Le 30 septembre 1952, il reçoit la médaille Paracelse, décernée par le corps médical en Allemagne. Albert Schweitzer est le lauréat du prix Nobel de la paix pour l'année 1952. En son absence, il est remis à l'ambassadeur de France en Norvège le 10 décembre 1953. En 1955, la reine Elizabeth lui décerne l'ordre du Mérite (Order of Merit). Il reçoit en outre, à Bonn, les insignes de l'ordre Pour le Mérite (Friedensklasse) et, en France, la médaille d'or de la Ville de Paris. En 1959, il reçoit le Prix Sonning par l'université de Copenhague.
Au Gabon, le président de la République Léon Mba lui remet en 1961 la croix d'officier et la plaque de grand-officier de l'Étoile équatoriale.

#### Le combat pour la paix

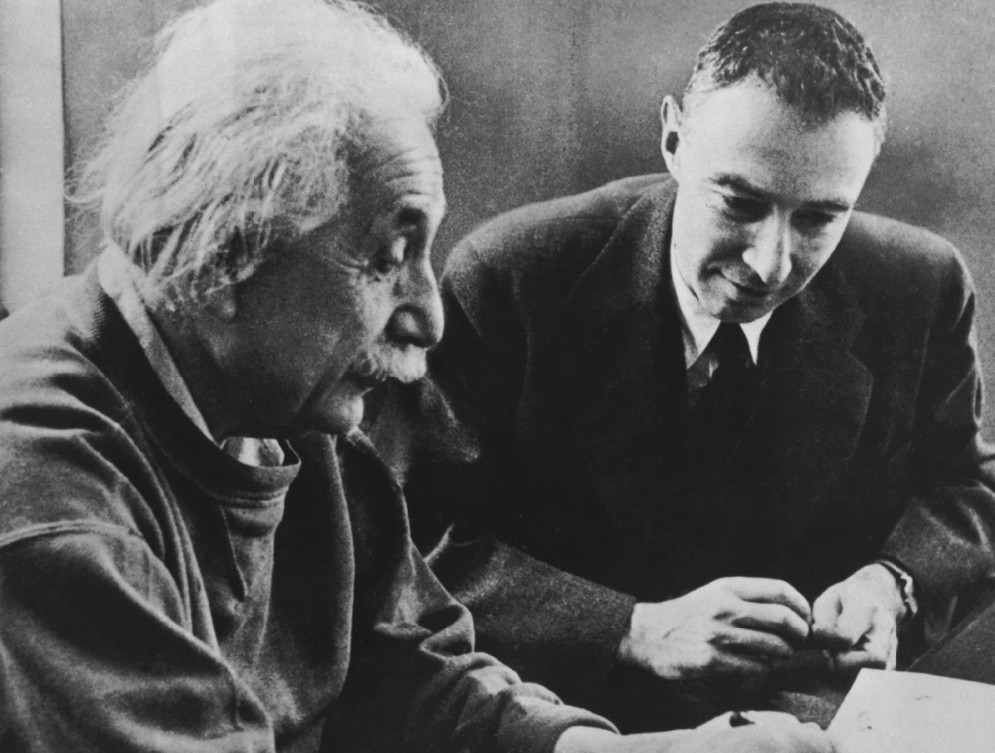
Albert Einstein et Robert Oppenheimer, vers 1950.

Les horreurs de la Première Guerre mondiale, puis de la Seconde, nourrissent de longue date la réflexion d'Albert Schweitzer, et sa correspondance avec ses amis Albert Einstein et Robert Oppenheimer témoigne de son inquiétude croissante devant la montée du péril nucléaire, mais dans un premier temps il préfère se tenir à l'écart des débats. L'attribution du prix Nobel en 1952 ne lui permet plus guère de s'y soustraire. Après l'explosion de la première bombe à hydrogène sur l'atoll de Bikini le 1er mars 1954, le quotidien britannique Daily Herald obtient une interview assez personnelle publiée le 14 avril, qui touche le grand public, mais n'a pas l'effet escompté auprès des scientifiques. Lorsqu'il se rend à Oslo pour recevoir son prix le 4 novembre 1954, son discours sobre et factuel, Le problème de la paix dans le monde d'aujourd'hui, déçoit un peu les militants pacifistes. Cependant l'enthousiasme populaire est considérable, à tel point qu'un journal norvégien recommande à ceux qui voudraient serrer la main du lauréat de donner plutôt une couronne pour l'hôpital – une suggestion très entendue.
En avril 1955, Albert Einstein meurt, désespéré de n'avoir pas été entendu, et Albert Schweitzer se sent désormais investi d'une mission. Le 24 avril 1957, Radio Oslo diffuse son appel, Declaration of Conscience, relayé par de nombreuses radios dans le monde. Il y décrit en détail l'histoire des essais nucléaires, leur puissance et leurs effets à court et long terme. L'année suivante la même radio diffuse les 28, 29 et 30 avril, trois nouveaux appels contre l'armement atomique. Ces discours sont aussitôt réunis dans une brochure, Paix ou guerre atomique, et traduits en plusieurs langues.
En 1958, Linus Pauling et son épouse présentent aux Nations unies une pétition signée par   Albert Schweitzer et plus de 9 000 scientifiques et appelant à l'arrêt des essais nucléaires.
En pleine guerre froide, le docteur Schweitzer est descendu dans l'arène politique et devra en payer le prix. Il indispose les militaires américains, agace les politiques – Adenauer et son ministre Strauss voudraient la bombe pour la Bundeswehr –, et inquiète ses amis qui craignent pour l'œuvre de Lambaréné et son financement, car les critiques pleuvent désormais : son hôpital, sa personnalité, ses compétences et ses idées sont tour à tour mis en cause. Il poursuit son combat jusqu'à la fin de sa vie, félicitant Kennedy et Khrouchtchev lorsque les deux chefs d'État signent le 5 août 1963 un traité d'interdiction partielle des essais nucléaires.
En 1965, Jean Rostand, cofondateur et président d'honneur du Mouvement contre l'armement atomique, signe avec Albert Schweitzer et le député polynésien John Teariki une Protestation solennelle contre le sort que le Gouvernement français a décidé d'imposer aux habitants de la Polynésie française et autres territoires du Pacifique par les essais nucléaires français à Moruroa.

#### Les dernières années

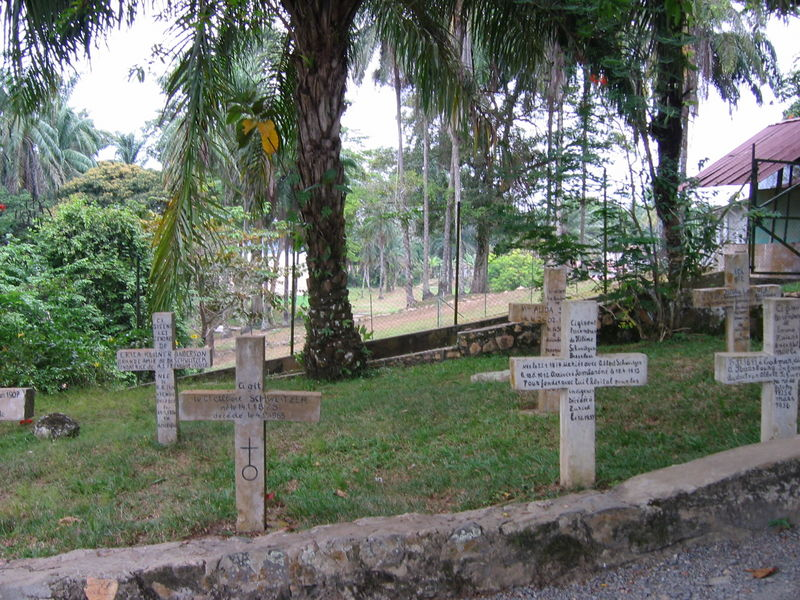
Tombe du docteur Schweitzer à Lambaréné.

Le 9 décembre 1959, le docteur Schweitzer retourne à Lambaréné pour la quatorzième et dernière fois. Il y reçoit la visite de personnalités, André Malraux venu pour la proclamation de l'indépendance du Gabon en août 1960, puis l'abbé Pierre en 1961, poursuit sa correspondance et achève l'édition critique Schirmer des œuvres intégrales pour orgue de J.- S. Bach. Le cinquantenaire de l'arrivée des Schweitzer à Lambaréné est célébré le 18 avril 1963, son 90e anniversaire est célébré le 4 janvier 1965. L'hôpital continue de s'agrandir et compte désormais 560 lits.
Le 4 septembre 1965, à l'âge de 90 ans, Albert Schweitzer meurt à Lambaréné après une courte maladie. Il est enterré le lendemain dans le petit cimetière proche du fleuve Ogooué qu'il avait, à la demande de son épouse , aménagé devant la maison pour sa famille et ses collaborateurs. Les cendres d'Emma Hausknecht, son assistante, décédée le 4 juin 1956 à Strasbourg, y reposaient déjà et celles de son épouse, Hélène, morte à Zurich le 1er juin 1957, y avaient été déposées le 25 janvier 1958. Celles de leur fille Rhéna Schweitzer-Miller les y rejoignent en 2009.
Une croix blanche porte l'inscription « Ci-gît le docteur Albert Schweitzer né le 14-1-1875, décédé le 4-9-1965 ».

## Un «homme universel»
Une lettre de 1906, adressée par le jeune Albert Schweitzer à sa future femme Hélène, atteste qu'il était très conscient d'être un « homme universel » : « Quelquefois l'« universalité » de mon esprit me fait peur [...] je le porte comme un poids [...] mais, ensuite [...] je suis fier d'être plus universel que les autres et je me sens capable de rester à la hauteur pour tout. »

### Musicien
Parmi les passions d'Albert Schweitzer, la musique occupe, chronologiquement, la première place. Sa double culture lui donne accès très tôt aux esthétiques allemande et française. Reconnu comme analyste et interprète de l'œuvre de Bach, il contribue aussi à la recherche sur l'histoire de l'orgue et de sa facture. Son talent constitue selon lui une « grande chance », puisque le succès de ses concerts lui permet de contribuer au financement de son village-hôpital en Afrique. il correspondait avec la compositrice Clara Mathilda Faisst et les deux devinrent de bons amis.

#### Formation
Enfant sensible, il est parfois pris d'un véritable trouble, proche de l'évanouissement, lorsqu'il entend de la musique. Après ses premières gammes au village, il se forme auprès de plusieurs maîtres, dont le premier est Eugène Münch, l'organiste du temple Saint-Étienne de Mulhouse où il est lycéen. Par lui il fait la connaissance de son frère, Ernest Munch, qu'il remplace quelquefois à l'orgue de l'église Saint-Guillaume de Strasbourg et auquel il succède. Leur attachement commun à l'œuvre de Jean-Sébastien Bach est, selon Fritz Münch – fils d'Ernest et beau-frère d'Alfred –, à l'origine d'une véritable « tradition Bach » à Strasbourg. C'est ensuite à Paris qu'il va se perfectionner, d'abord auprès de Charles-Marie Widor, compositeur et organiste à l'église Saint-Sulpice, qui dispose d'un instrument prestigieux. Il étudie aussi le piano avec Marie Jaëll et Isidor Philipp.

#### Musicologue

Premières mesures de la Toccata et fugue en ré mineur.

Avec ces éminents professeurs, il découvre d'autres compositeurs, mais reste fidèle à Bach, à qui il consacre une étude approfondie, Jean-Sébastien Bach, le musicien-poète. L'ouvrage, préfacé par Widor, est publié en français en 1905, mais, devant son succès, l'éditeur lui propose de le traduire en allemand. De fait le jeune homme en profite pour le remanier et cette nouvelle version considérablement augmentée paraît en 1908. En 1912 il entreprend, en collaboration avec Widor dont il reste proche, l'édition complète des œuvres pour orgue de Bach pour le compte de G. Schirmer, un éditeur américain. Elle ne sera achevée que 50 ans plus tard. Les musicologues contemporains se sont éloignés des conceptions de Schweitzer, mais ses travaux ont marqué l'histoire de l'organologie.

#### Concertiste

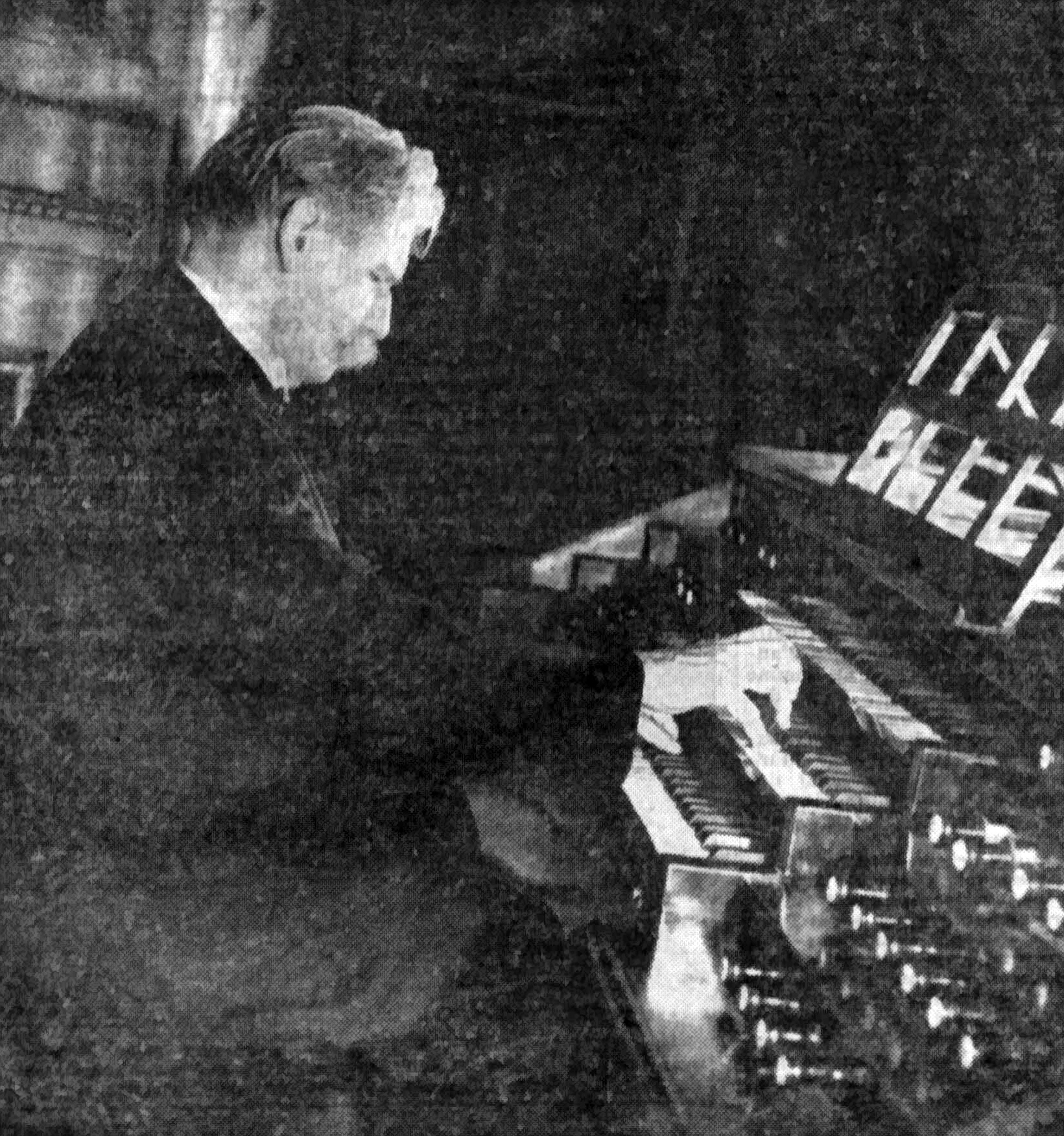
1952, Albert Schweitzer à l'orgue de la salle Poirel à Nancy

Sa réputation croît en Europe où il est de plus en plus sollicité. En 1905 il participe à la fondation de la Société Jean-Sébastien Bach avec Gustave Bret (1875-1969), puis accompagne parfois le chœur et l'orchestre qui se produisent à la salle Gaveau. À partir de 1908, il est également invité à Barcelone, à plusieurs reprises, pour accompagner l'Orfeó Català. Sous l'influence de Widor, Schweitzer, qui voulait que toutes les voix puissent être entendues distinctement, adopte à l'orgue un tempo que l'on juge aujourd'hui assez lent. Moqueur, le compositeur Nicolas Nabokov précisait : « ce qu'est la Volkswagen à la Porsche ».
Son activité de concertiste s'étale sur une période comprise en 1892 et 1955. On a recensé à ce jour 487 récitals dans 11 pays, particulièrement en Europe du Nord. Pendant les années 1920-1930, il donne ainsi plus de 120 concerts aux Pays-Bas, en Suède et au Danemark.
Quelques instruments utilisés

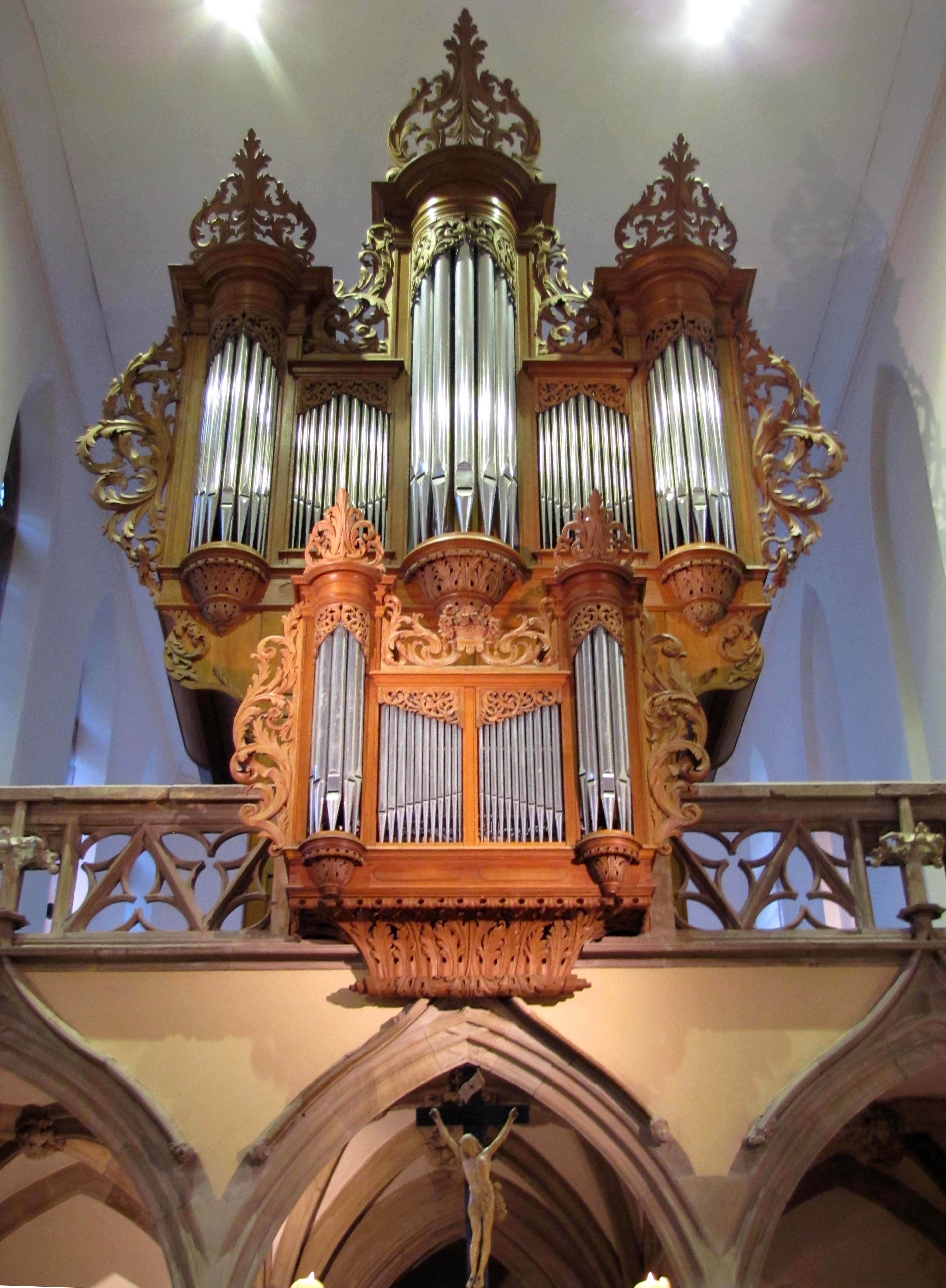
Église Saint-Guillaume de Strasbourg.
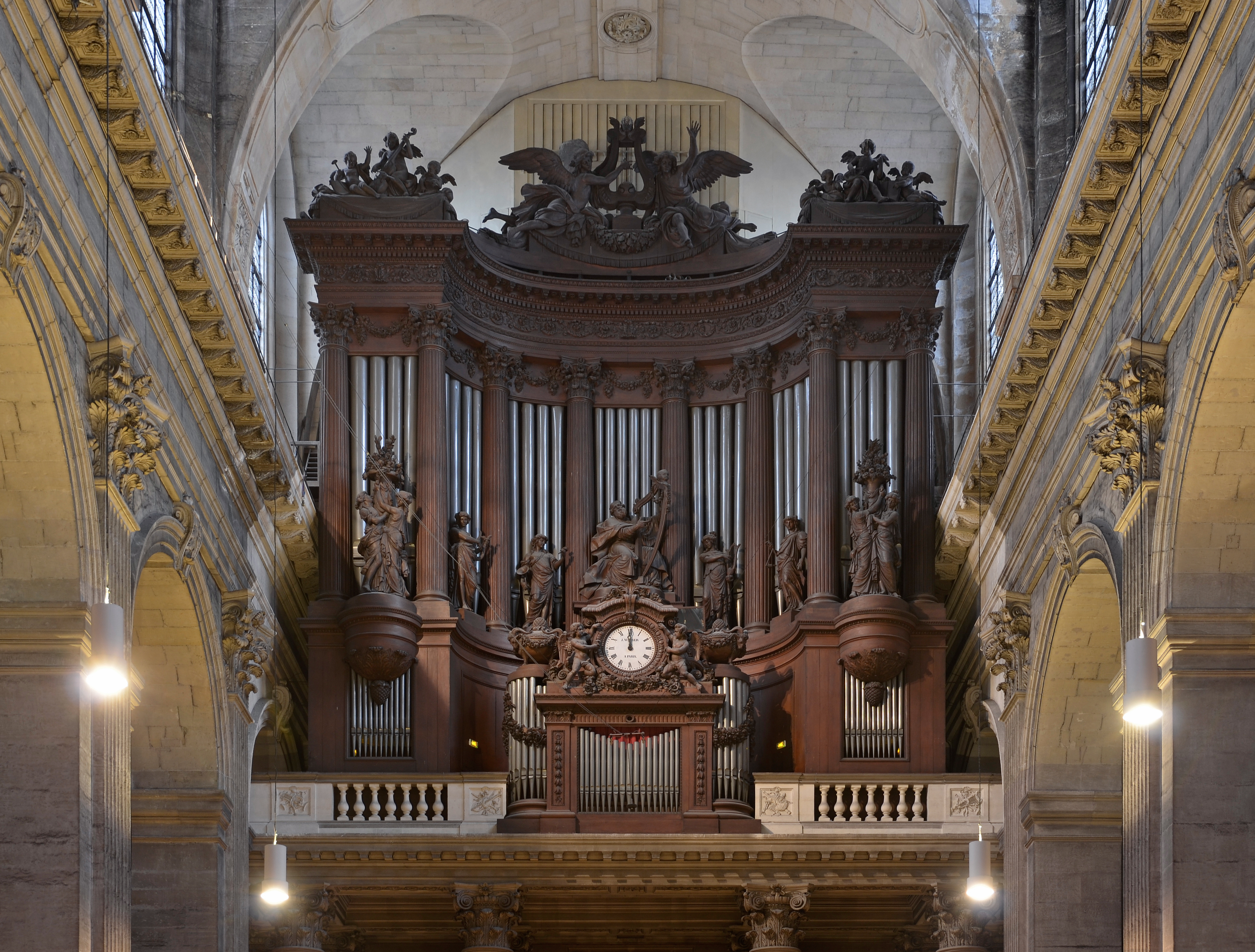
Église Saint-Sulpice de Paris.
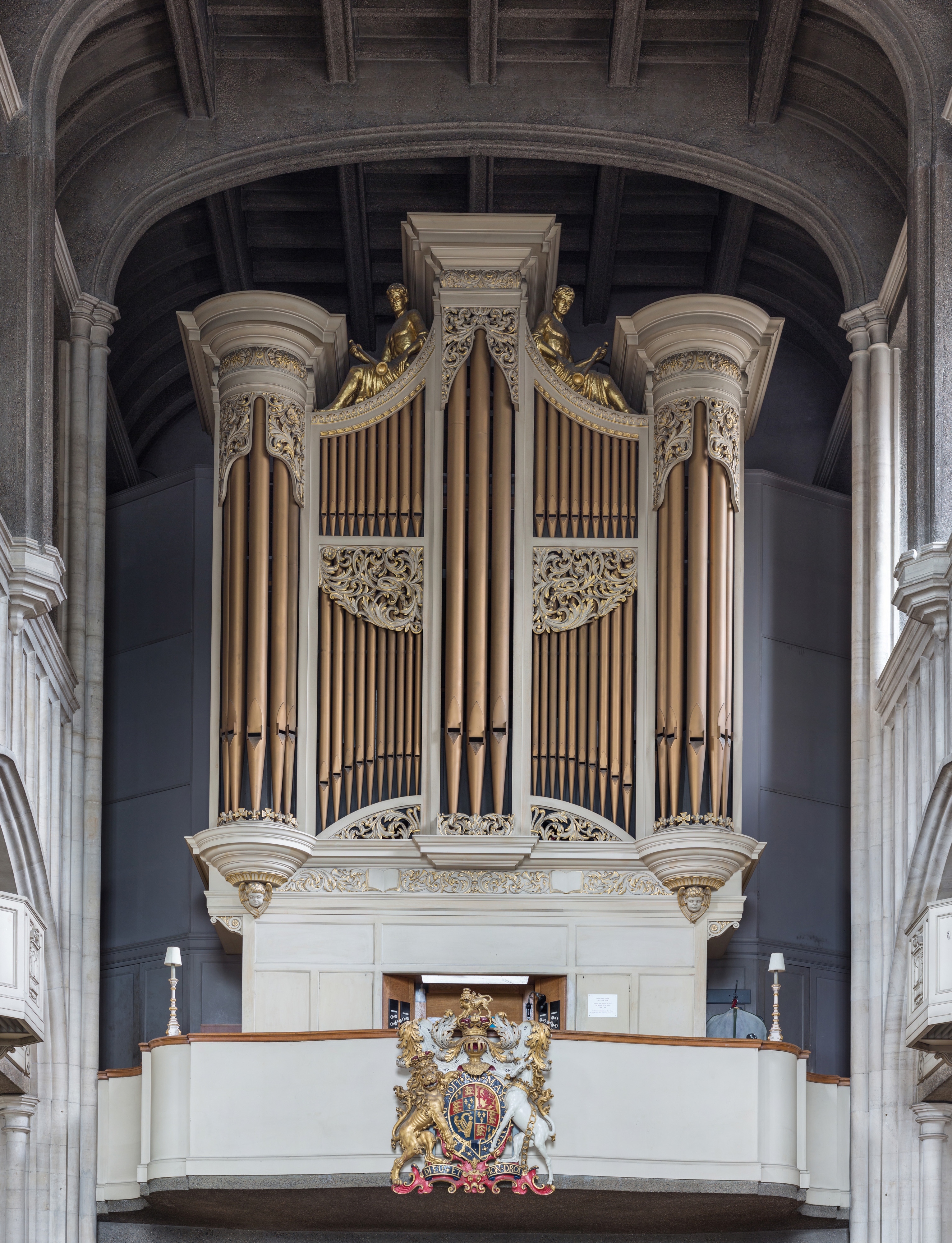
All Hallows-by-the-Tower.
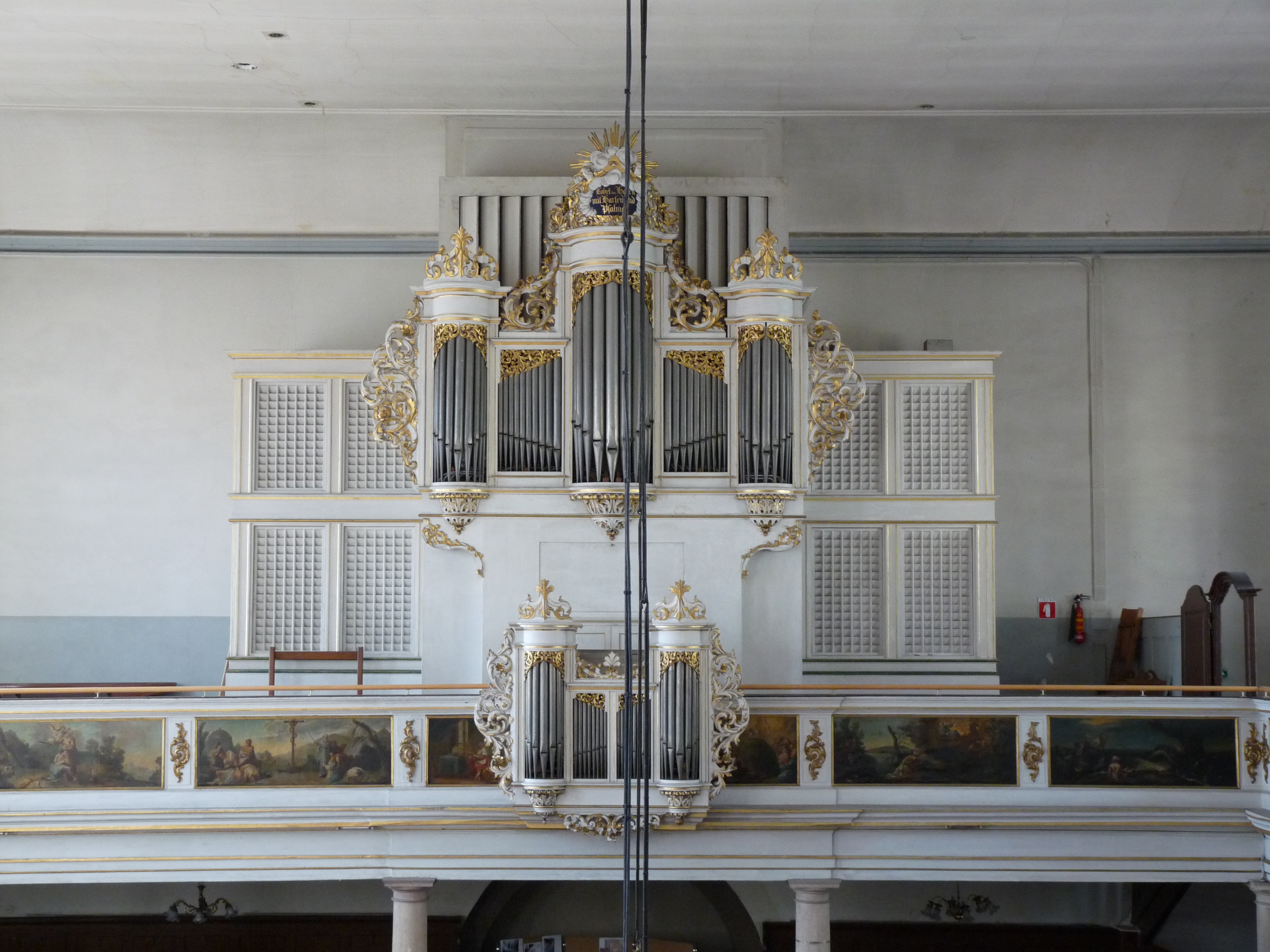
Église Sainte-Aurélie de Strasbourg.
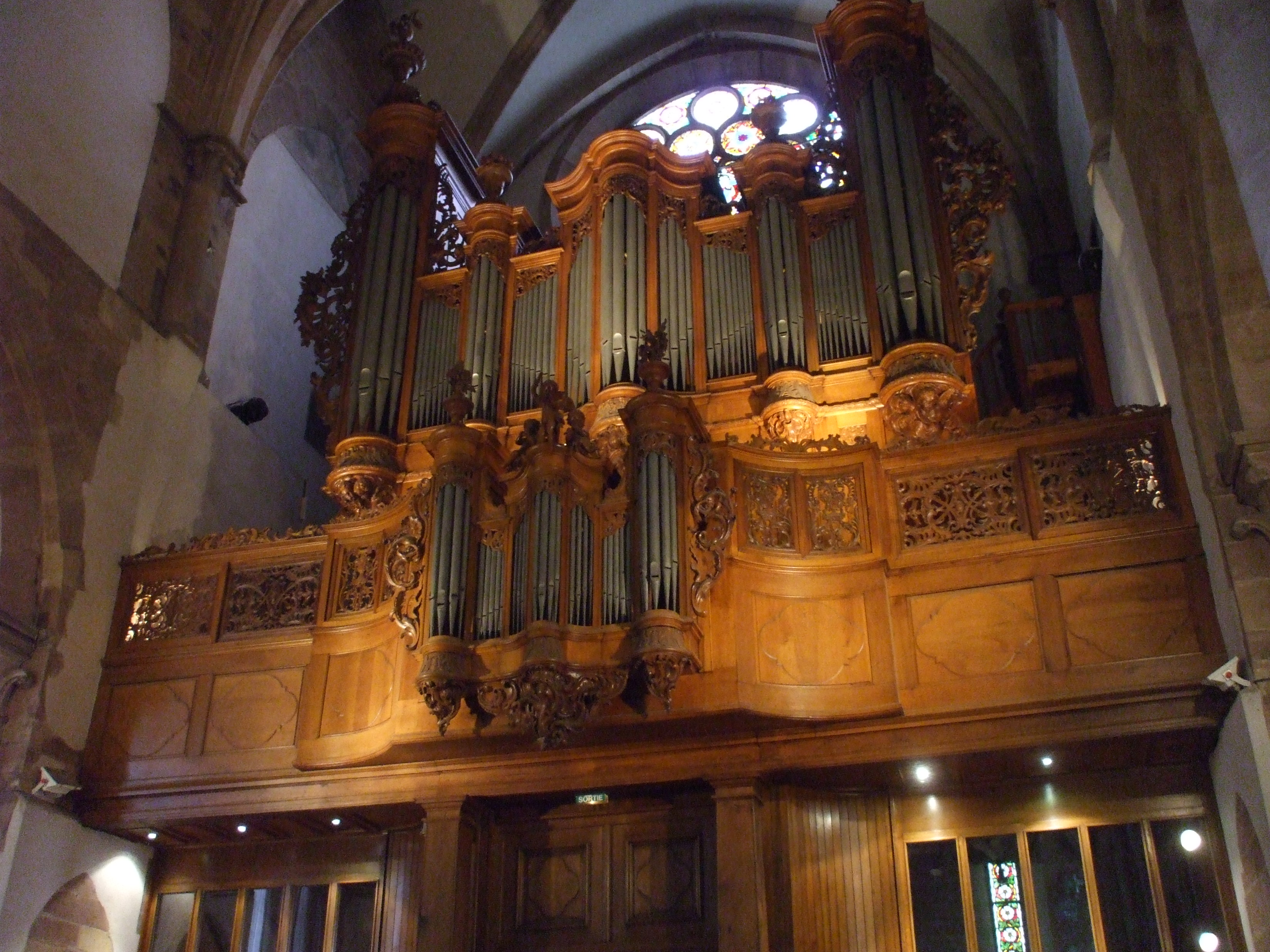
Église Saint-Thomas de Strasbourg.
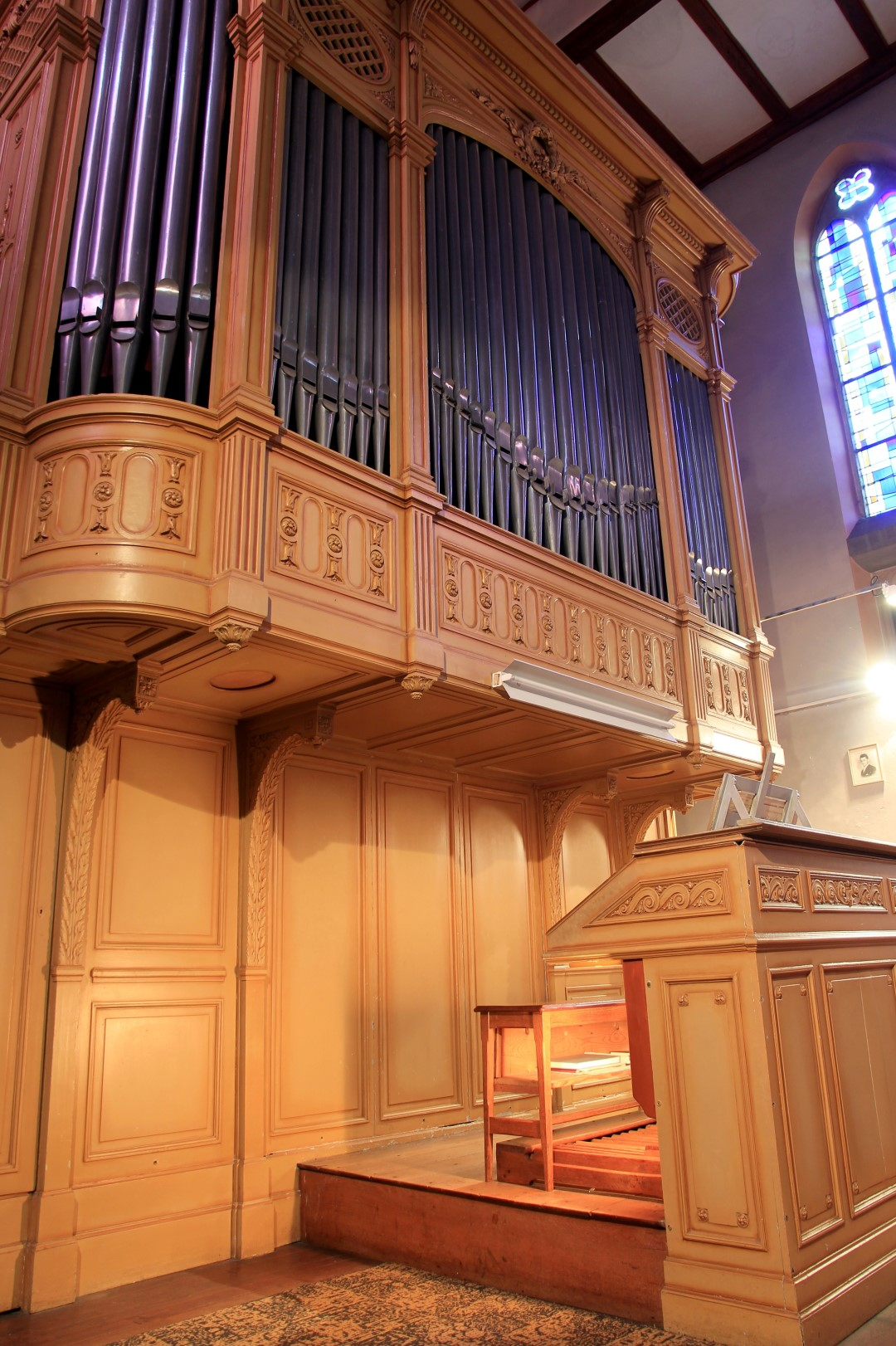
Eglise St Martin de Wihr-au-Val.
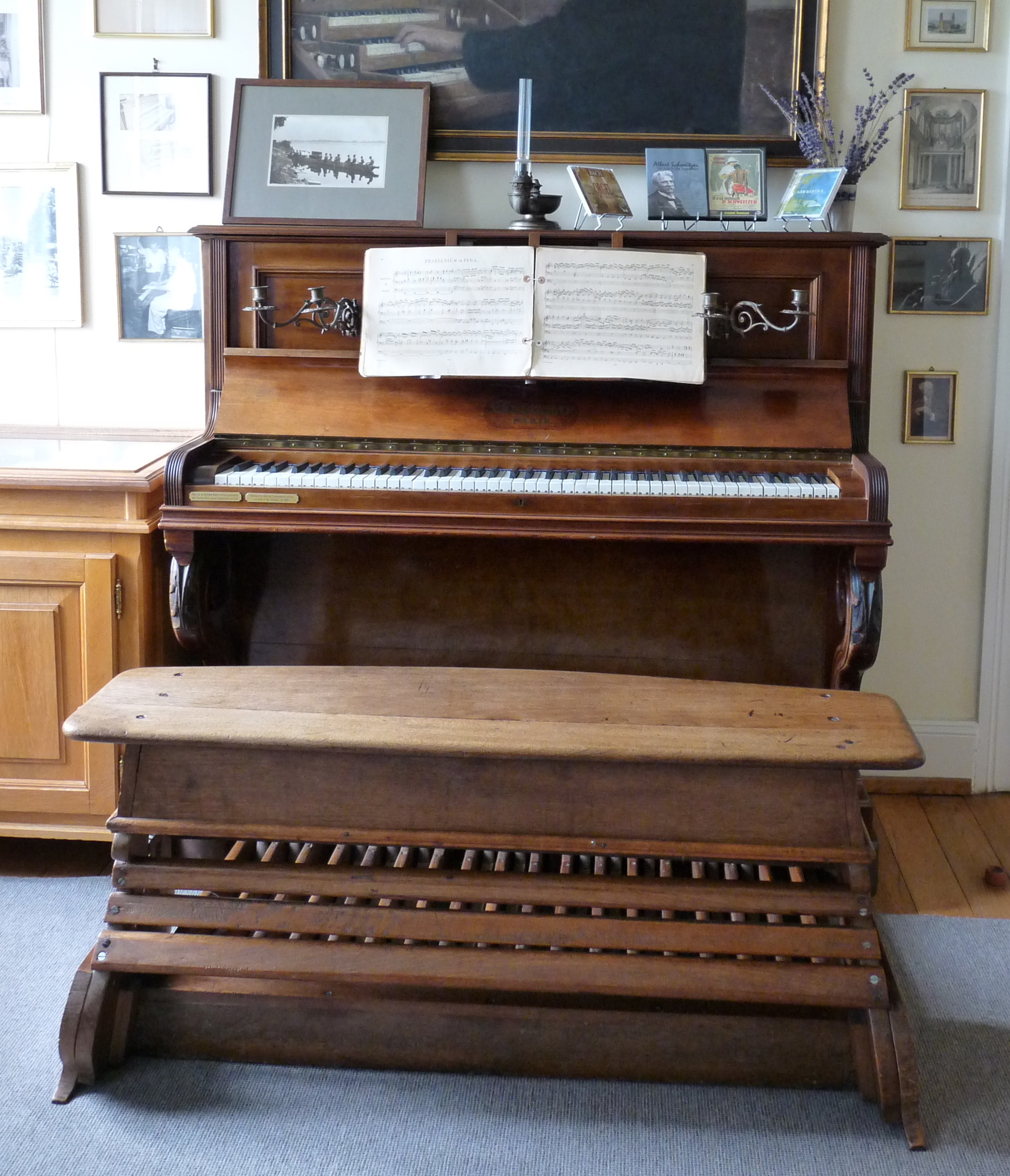
Piano à pédalier d'orgue de Lambaréné.

Plusieurs interprétations de Schweitzer, à Londres – au Queen's Hall (1928) et à All Hallows-by-the-Tower (1935) –, à l'église Sainte-Aurélie de Strasbourg (1936) et à l'église paroissiale de Gunsbach (1951-1952), ont fait l'objet d'enregistrements, pour His Master's Voice, puis Philips et Columbia Records. Ces quelque 70 enregistrements historiques concernent principalement des pièces d'orgue de Jean-Sébastien Bach, mais aussi de Felix Mendelssohn, César Franck et Charles-Marie Widor.

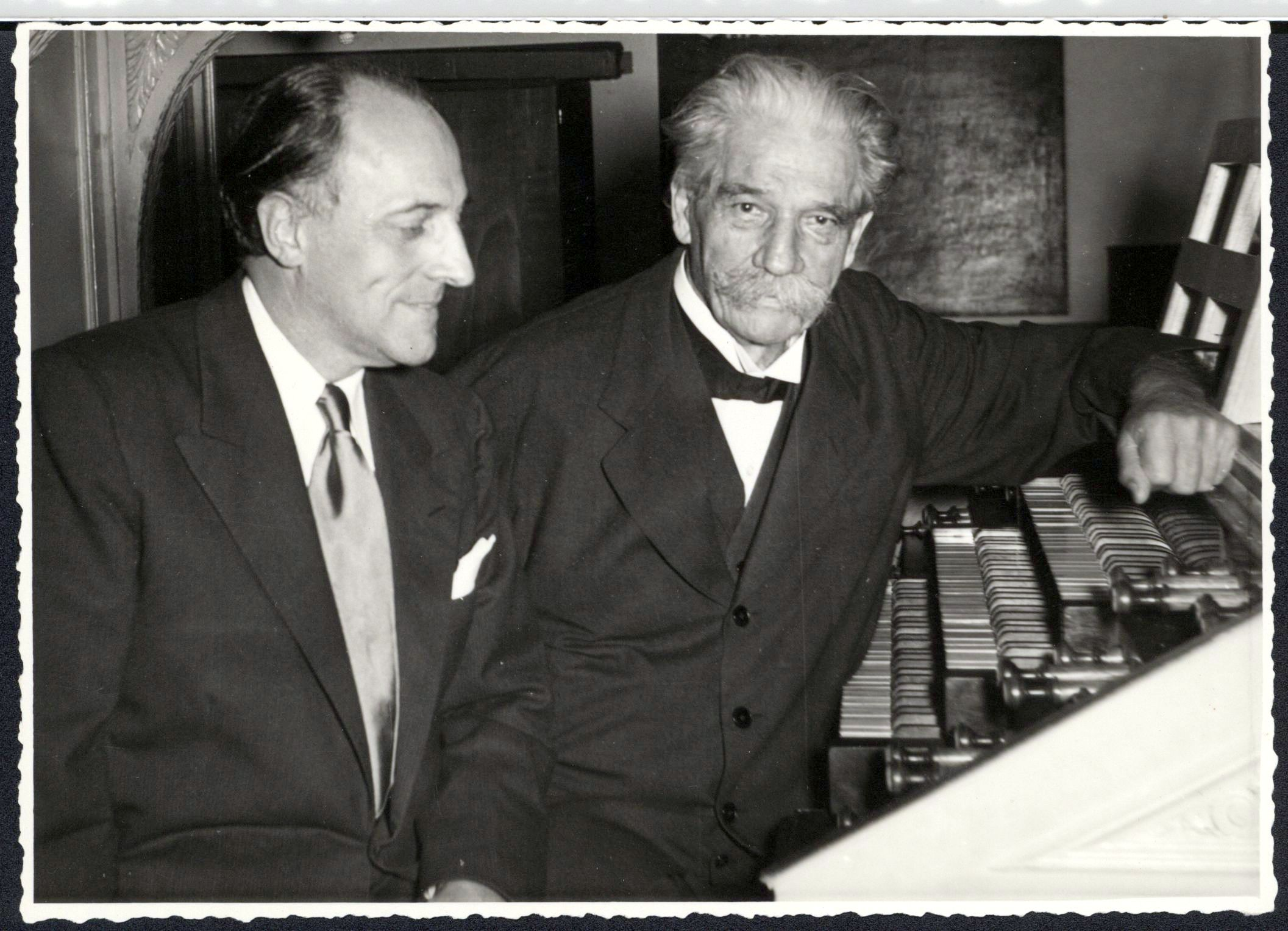
Albert Schweitzer et Edouard Nies-Berger, organiste new-yorkais à l'orgue de Wihr-au-Val le 18 septembre 1955 © Archives centrales Albert Schweitzer de Gunsbach (Alsace, France)

Il donne le tout dernier concert de son existence le 18 septembre 1955 sur le magnifique orgue Mutin Cavaillé-Coll de l'église St Martin de Wihr-au-Val, village voisin de Gunsbach. Une foule considérable se presse dans la grande nef de l'église et des journalistes du monde entier viennent expressément écouter celui qui vient d'avoir le prix Nobel de la Paix (remis en 1953). Selon Edouard Nies-Berger qui participe à ses côtés au récital "[Albert Schweitzer] donna en cette occasion l'un de ses meilleurs concerts".

#### Musicologue
L'organiste Schweitzer est également un musicologue engagé dans la réforme alsacienne de l'orgue. Il publie un petit essai en 1906 et participe en 1909 à la publication d'un règlement international pour la construction des orgues. À l'église Saint-Thomas de Strasbourg, où il a organisé le 28 juillet 1909 le premier concert anniversaire de la mort de Jean-Sébastien Bach – qui deviendra une tradition –, il lutte aussi pour la sauvegarde de son orgue Silbermann. Avec Émile Rupp, organiste de l'église Saint-Paul de Strasbourg, il dénonce le nouvel « orgue d'usine », plus technique et plus puissant, mais privé de sentiments.
Lorsqu'il quitte l'Alsace en 1913, Albert Schweitzer emporte le piano à pédalier d'orgue qui lui a été offert : il pourra ainsi continuer à s'exercer pour ses futurs concerts en Europe.

### Théologien
Albert Schweitzer s'inscrit dans la ligne du protestantisme libéral, courant théologique qui critique les conceptions traditionnelles et qui s'efforce de repenser et de reformuler le message chrétien pour qu’il soit compréhensible pour des esprits modernes et qu’il puisse les interpeller.
Il examine les dogmes « de manière historique et critique », les considérant comme « une expression de la foi, expression non pas immuable et éternellement valable, mais historiquement datée, marquée par son contexte ». Président d'honneur de l'Association française des protestants libéraux, il a également été très proche des unitariens américains qui l'ont soutenu à la fin de la Deuxième Guerre mondiale. Il se situe souvent à contre-courant des grandes tendances contemporaines – ce qui lui vaut de vives oppositions, en particulier de théologiens proches des positions de Karl Barth – et prône avant tout une « théologie de l'action ».
Ses travaux portent principalement sur le Nouveau Testament, Jésus de Nazareth, l'apôtre Paul, les religions du monde et les spécificités du christianisme. Selon Étienne Trocmé, « Albert Schweitzer est assurément, par son étourdissante érudition et l'audace de ses thèses personnelles, le biographe de Jésus le plus important qui ait existé entre Renan et Bultmann. »

#### L'appel de Jésus

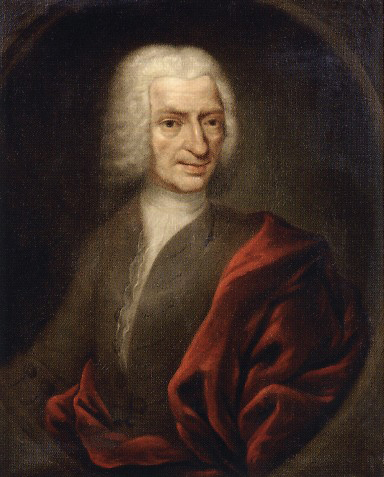
Reimarus (1749).

La réflexion de Schweitzer, étudiant, puis jeune enseignant à la Faculté de théologie de Strasbourg, s'inscrit dans le contexte général des quêtes du Jésus historique, commencées à la fin du XVIIIe siècle avec Reimarus.
Sa monumentale Histoire des recherches sur la vie de Jésus (1906) met en évidence la grande diversité des interprétations, toutes anachroniques, qu'il discute et critique tour à tour. Étienne Trocmé, à propos de sa présentation d'un Jésus prédicateur eschatologique, fait remarquer que lui-même n’échappe pas à un ancrage temporel. Schweitzer souligne l'« étrangeté » de Jésus (il appartient à un monde culturel totalement différent du nôtre) et son mystère (nous ne pouvons pénétrer dans sa vie intime ni déterminer sa relation exacte avec Dieu). Sa personne, son être, sa nature profonde nous sont hermétiques et inconnaissables, mais son message vaut pour tout homme à toute époque.
Il voit en lui l'inspirateur de sa propre vie, notamment lorsqu'il fait le choix de l'Afrique, qu'il interprète comme une réponse à l’appel de Jésus : « Toi, suis-moi ! ».

#### Spécificité du christianisme
Au XIXe siècle, de nombreux théologiens qualifient le christianisme de « religion absolue » (autrement dit, de « religion parfaite », alors que les autres sont fausses ou défectueuses), affirmation que la Grande Guerre discrédite pour beaucoup d'Européens, dont certains recherchent d'autres formes de spiritualité, notamment du côté des sagesses orientales.
En 1922, Albert Schweitzer déclare à des missionnaires anglais réunis à Selly Oak que la religion chrétienne ne doit « revendiquer aucun privilège, mais prendre part au combat des idées, en ne comptant que sur la force de sa vérité intrinsèque ».
La comparaison entre les religions fait apparaître la spécificité du christianisme qui réside dans son message à la fois mystique et éthique. Schweitzer distingue deux types de spiritualités. Les unes, plutôt dualistes, opposent la vérité divine à un monde foncièrement mauvais, dont il faut alors se détacher pour pratiquer l'ascèse et la contemplation. Les autres, plutôt monistes, voient dans le monde l'expression de la volonté divine et prônent donc l'acceptation et la soumission. Selon Schweitzer, l'Évangile n'entre dans aucune de ces deux catégories : son eschatologie propose une vision dynamique, celle d’une transformation profonde de la réalité. Le monde ne doit ni être méprisé ni être idéalisé, mais transformé par l’action de Dieu dans les hommes. Le christianisme joint indissociablement mystique (relation avec l'absolu) et éthique (engagement dans le monde). Dans le contexte spécifique de l'entre-deux-guerres, Schweitzer ne s'appesantit pas sur le judaïsme, écarte l'islam, et concentre ses recherches sur les religions de l'Antiquité, les spiritualités de l'Inde, puis celles de la Chine (il n’achèvera pas le livre qu'il voulait leur consacrer).

#### Prédication

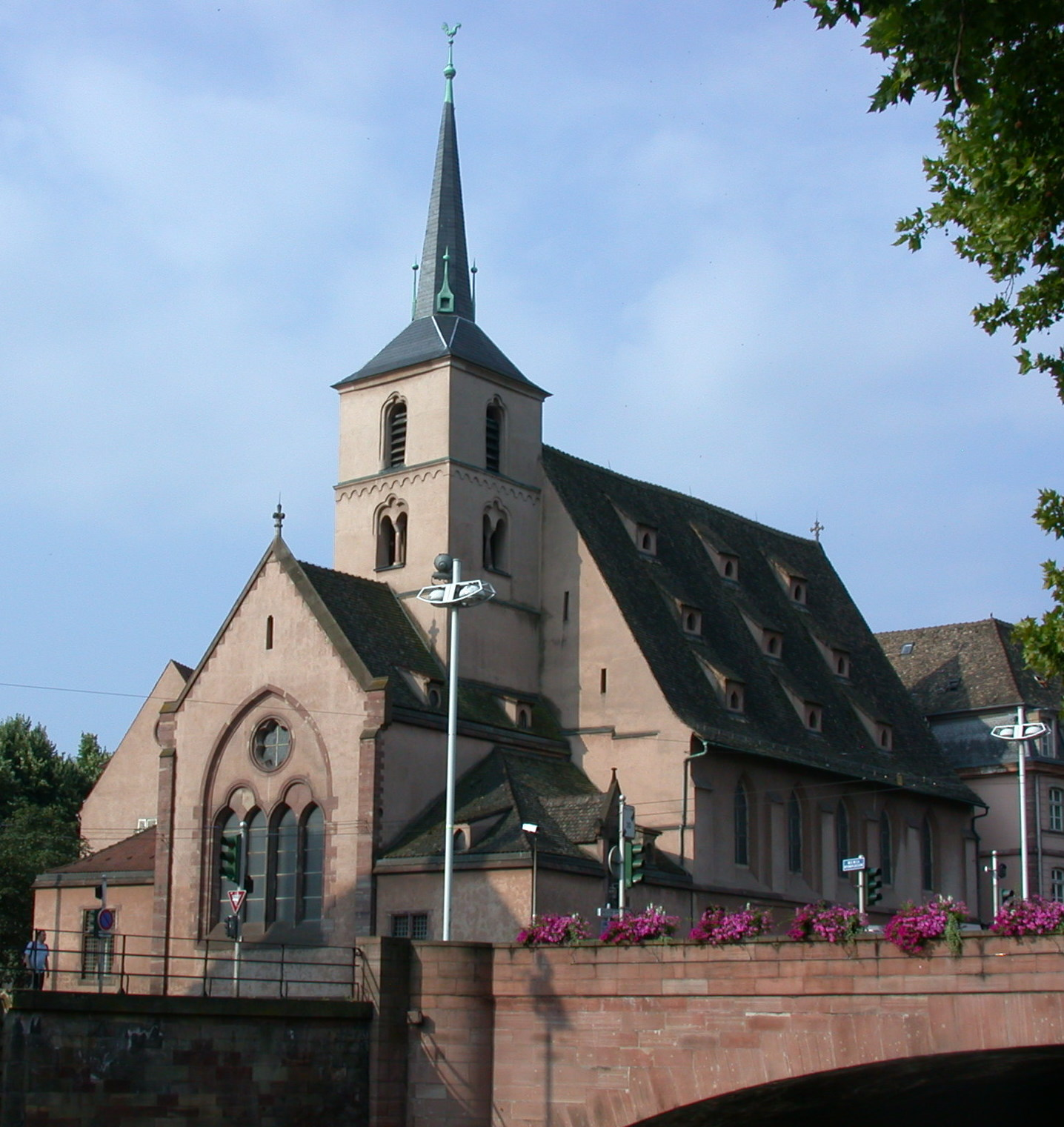
Église Saint-Nicolas de Strasbourg.

Fils et petit-fils – par sa mère – de pasteurs, Albert Schweitzer s'engage dans une voie qui semble d'abord toute tracée. À partir de 1898, il a l'occasion de prononcer quelques sermons à Strasbourg et à Gunsbach. Entre 1900 et 1912, puis à nouveau de 1918 à 1922, Albert Schweitzer, devenu vicaire à la paroisse de Saint-Nicolas, déploie alors une intense activité de prédication et en éprouve un « bonheur indicible ». Puis il lui arrive de prononcer d'autres sermons, sans être desservant d'une paroisse, notamment à Stockholm et à Londres. Au cours de ses différents séjours à Lambaréné, il continue de prêcher jusqu'à sa mort en 1965.
À travers ces sermons, préparés avec soin, il s'applique essentiellement à interpréter les paroles de Jésus dans les évangiles, exhortant, en termes enthousiastes, ses paroissiens à œuvrer à l'avènement du Royaume de Dieu par l'action. Ce Royaume, que les premiers chrétiens se représentaient comme une cité merveilleuse dans un futur post apocalyptique, ce monde-ci étant détruit pour laisser la place à « un nouveau ciel et une nouvelle terre », il en propose une autre vision, celle de la transformation de la terre et des hommes selon l'idéal chrétien de justice, d'humanité et de sincérité. Action humaine et action divine se conjuguent pour y parvenir, et chacun peut y prendre sa part (mitwirken), même si les obstacles sont nombreux : découragement, indifférence, habitudes et préjugés.
Des centaines de sermons ont été conservés et constituent un matériau de choix pour l'étude de sa pensée.

### Philosophe

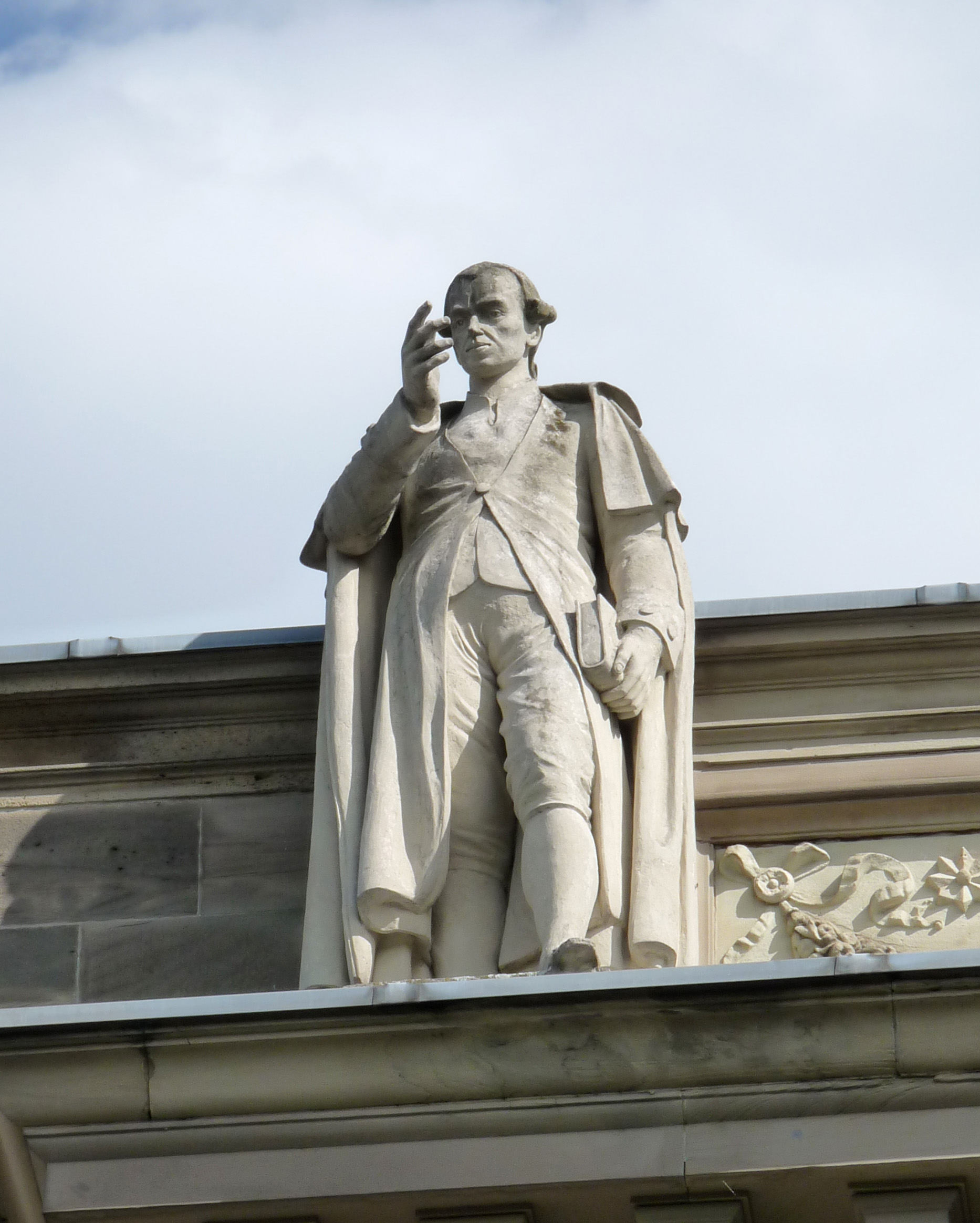
Statue de Kant sur la corniche du palais universitaire de Strasbourg.

Albert Schweitzer se réclame d'abord de Goethe en qui il voit un héritier d'Héraclite qu'il oppose aux philosophes dogmatiques. À partir de ses premiers travaux sur la philosophie kantienne, il développe une œuvre originale, restée inachevée. Pour Albert Schweitzer, théologie et philosophie doivent se rencontrer et collaborer. Ses recherches le conduisent à l'élaboration d'un principe central, le respect de la vie, qui anime sa pensée et son action tout au long de sa vie.

#### Lecture de Kant
En 1899 il soutient, sous la direction de Theobald Ziegler, une thèse consacrée à la philosophie de la religion chez Kant, le « philosophe du devoir ». L'approche kantienne interpelle l'étudiant dont toute l'éducation religieuse a été imprégnée du sens du devoir, mais il en propose une critique radicale : Kant a, selon lui, manqué de courage pour fonder son éthique dans la pensée et ne répond pas véritablement à la question primaire du « quoi faire ? ». À la fin de sa vie il en viendra à une éthique déontologique inspirée de Kant, allant en quelque sorte « avec Kant au-delà de Kant », pour reprendre la formule du néokantien Hermann Cohen.
Le jury de thèse a salué sa « grande pénétration d'esprit » et son travail est publié chez un éditeur reconnu, mais son engagement de prédicateur lui ferme la possibilité d'une carrière universitaire en philosophie. Il opte alors pour la théologie.

#### Philosophie de la civilisation
Déjà étudiant, Albert Schweitzer lit et relit abondamment l'œuvre de Friedrich Nietzsche (auquel il ressemble physiquement de façon étonnante) qui l'influence considérablement même si leurs conceptions divergent parfois. La Première Guerre mondiale lui apparaît comme un symptôme révélateur du déclin de la civilisation européenne et le conduit à élaborer une Kulturphilosophie, dont deux tomes sont publiés en 1923. Il n'achèvera pas le troisième, dont on publiera le brouillon après sa mort. Dans le premier volume, il brosse un tableau très sombre de la situation de l'humanité. La culture européenne – sa mission civilisatrice – a échoué, mais force est de constater que les autres n'ont pas mieux réussi. C'est dans le second tome qu'il développe son principe du « respect de la vie ».
Interrogeant le rapport entre notre représentation du monde (Weltanschauung) et l'éthique, il reprend après Kant ces deux questions fondamentales : « Que puis-je savoir ? » et « Que dois-je faire ? ». Pour éclairer sa démarche, il explore d'autres cultures, en particulier la pensée de l'Inde et celle de la Chine. Sa pensée est également nourrie par ses échanges avec d'autres philosophes et des personnalités de son temps, telles que le Tchèque Oskar Kraus, qui lui présente son compatriote, le président Tomáš Masaryk, Albert Einstein, Bertrand Russell, Linus Pauling ou Karl Jaspers. Elle s'incarne dans l'action, sur le terrain en Afrique comme sur la scène internationale, lorsqu'il s'engage contre l'arme nucléaire.

#### Respect de la vie
Le « respect de la vie » constitue le fondement de l'éthique d'Albert Schweitzer, qui en a fait « l'étendard » de son œuvre et de sa vie, même si ce principe est loin de résumer la totalité de sa pensée éthique. C'est la formulation qu'il a lui-même choisie pour transposer Ehrfurcht vor dem Leben, une expression allemande que l'on pourrait aussi traduire par « respect craintif » ou « crainte respectueuse devant la vie », puisque le verbe ehren signifie « honorer » et fürchten, « redouter ».

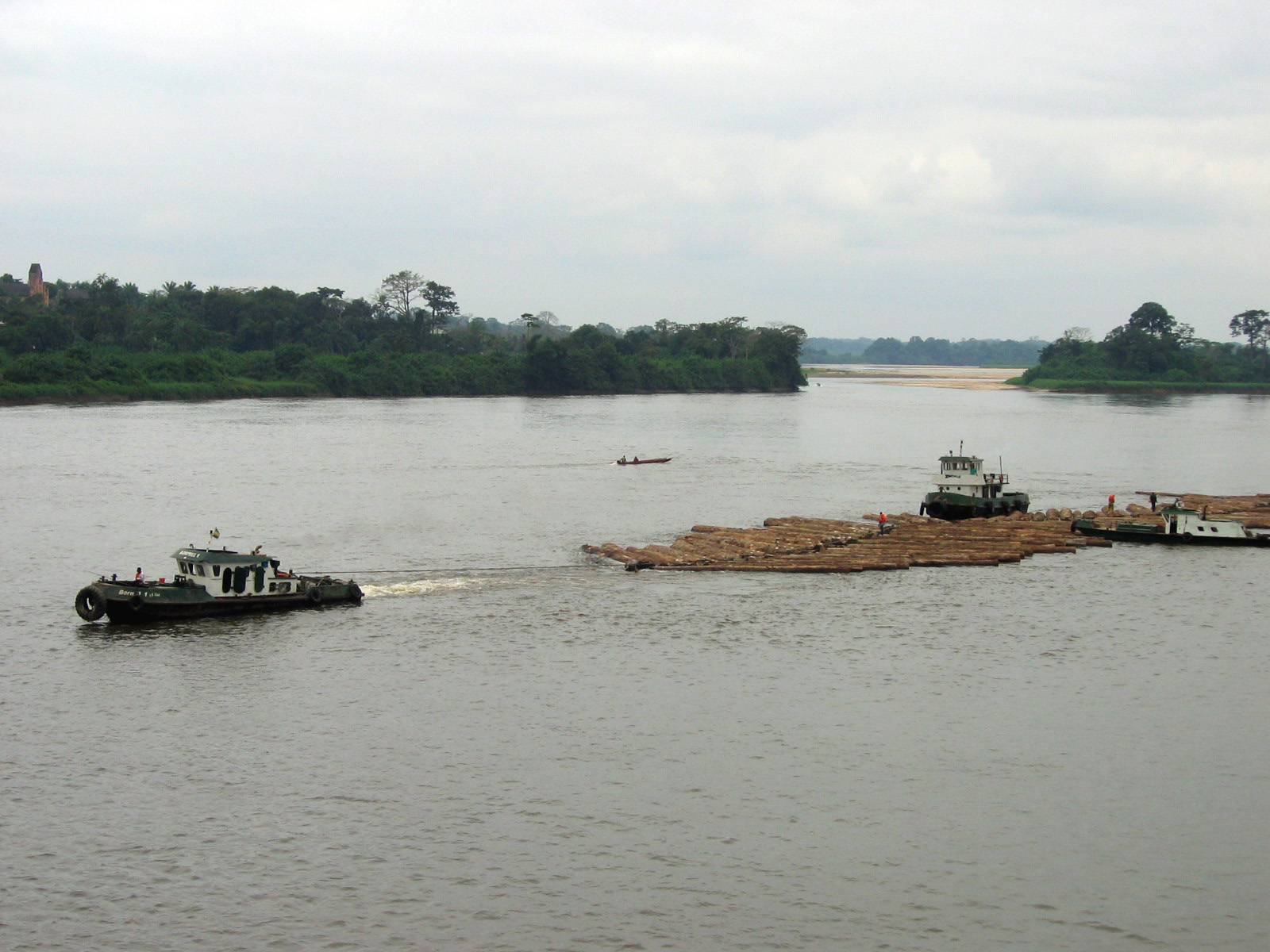
Flottage du bois sur l'Ogooué à Lambaréné (2006).

La genèse de cette idée a été expliquée, voire mise en scène, par Schweitzer et abondamment citée en tant que moment fondateur de sa pensée. En septembre 1915, au cours d'un long trajet en pirogue sur l'Ogooué pour se rendre au chevet d'une malade, alors qu'il cherche en vain à élaborer une conception élémentaire et universelle de l'éthique, il vit une expérience inattendue :

« Le soir du troisième jour alors que nous avancions dans la lumière du soleil couchant, en dispersant au passage une bande d'hippopotames, soudain m'apparurent sans que je les eusse pressentis ou cherchés les mots : respect de la vie. La porte d'airain avait cédé. »

Cette nouvelle illumination cristallise une sensibilité et une réflexion antérieures. En effet, lors d'un cours donné le 13 février 1912 à l'université de Strasbourg, il a déjà traité du thème du respect de la vie. Il s'agissait alors de mettre l'accent sur le caractère irremplaçable de tout être vivant et sur la responsabilité de l'homme à l'égard de tous les êtres vivants. Dès 1909, dans un sermon du 7 février, il utilisait Ehrfurcht dans un contexte un peu différent pour inviter ses paroissiens à ressentir ce sentiment de crainte respectueuse envers Jésus.
La notion de respect de la vie ne désigne pas seulement un sentiment ou un état d'âme. Il s'agit d'une attitude dynamique, d'un combat à mener, pour servir la vie et la défendre parfois contre le danger qu’elle représente pour elle-même. Toutefois, à ses yeux, ce n'est pas une éthique développée, ni « un système clos et complet », car beaucoup de problèmes subsistent, auxquels Schweitzer se confronte en de nombreuses occasions, comme en témoigne sa correspondance. Ouvrant la route pour des solutions réfléchies et créatives, ce principe constitue avant tout un fondement, une orientation : chaque vie est sacrée et il n'y a pas de hiérarchie de valeur entre les différentes formes de vie : « je suis une vie qui veut vivre, au milieu d’autres vies qui veulent vivre ».

#### Condition animale
Le jeune Albert, élevé à la campagne, était entouré d'animaux. C'est un enfant sensible, révolté par les mauvais traitements qui leur sont infligés. Il protège les escargots, les vers de terre, également les plantes.
Son éducation lui révèle le message d'amour et de non-violence de la Bible, mais, dans ses écrits ultérieurs, il dénonce l'indifférence de la philosophie européenne à la protection des animaux, alors que l'amour du prochain préconisé par le christianisme contient « implicitement » la compassion envers les bêtes. Au fil de ses lectures, il retrouve ces notions chez les penseurs indiens et chinois. Le jaïnisme, avec la notion d'ahimsa, retient particulièrement son attention et influence sa pensée.

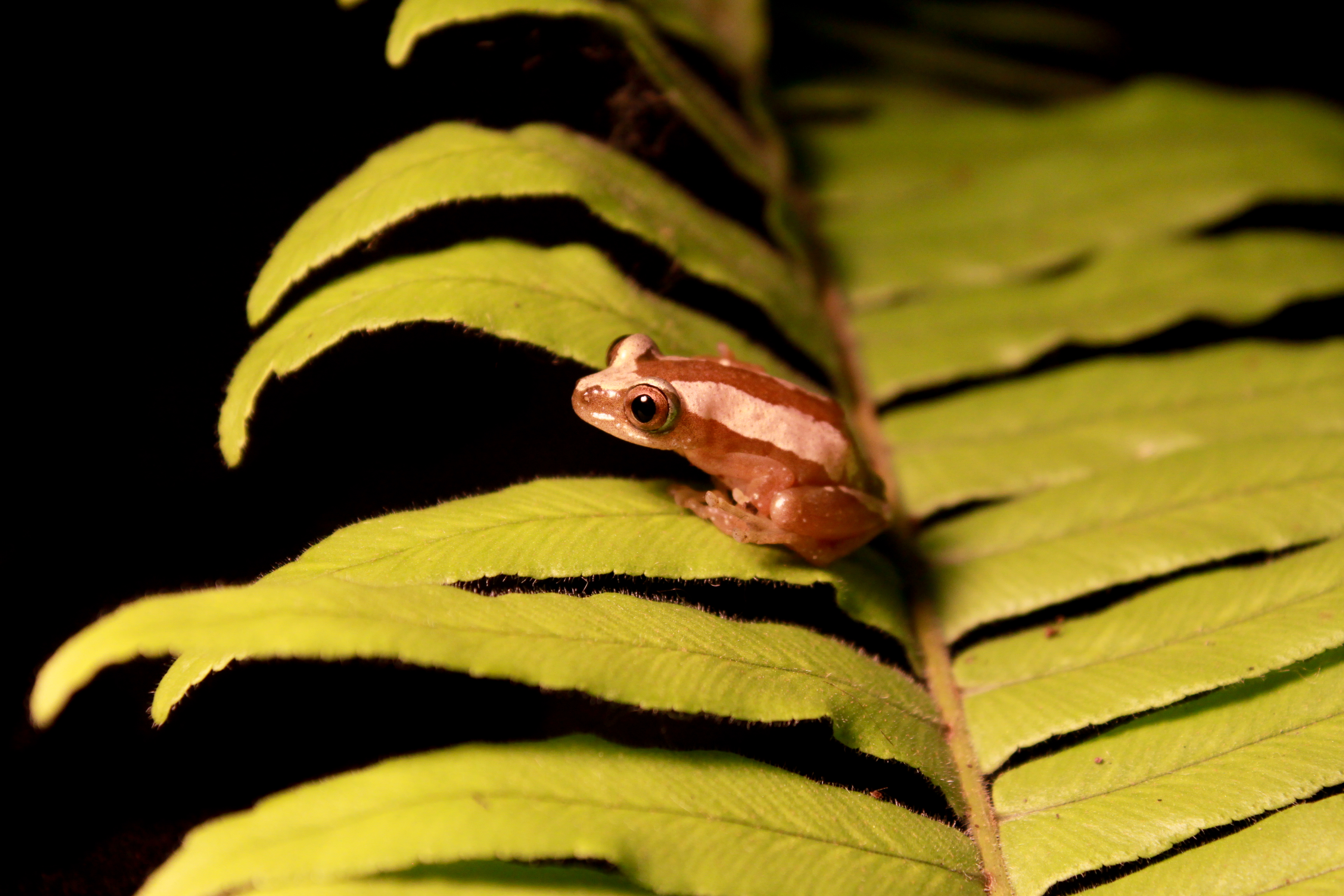
Afrixalus dorsalis (Gabon).

En Afrique équatoriale, où le bien-être des animaux ne constitue pas alors une priorité, le docteur Schweitzer surprend par l'attention qu'il porte même aux plus petites espèces. À côté des cases destinées aux patients, il a aménagé une sorte de refuge pour les animaux, accueillant des singes, des chiens, des chats, des poules ou des pélicans – il eut pour compagnon un pélican nommé « Parsifal », auquel il donne la parole dans un petit ouvrage –, voire des antilopes. Il réprouve totalement la chasse et lui-même est principalement végétarien, quoique sans ostentation.
Son éthique du respect de la vie s'étend donc explicitement à toute forme de vie. Il a conscience que l’être humain, comme tout vivant, se trouve dans l'impossibilité d'éviter totalement le sacrifice d'autres vies pour sa propre survie, et sa démarche prend en compte cette dimension. Il préconise un changement radical, réfléchi et déterminé du comportement des hommes.

### Médecin

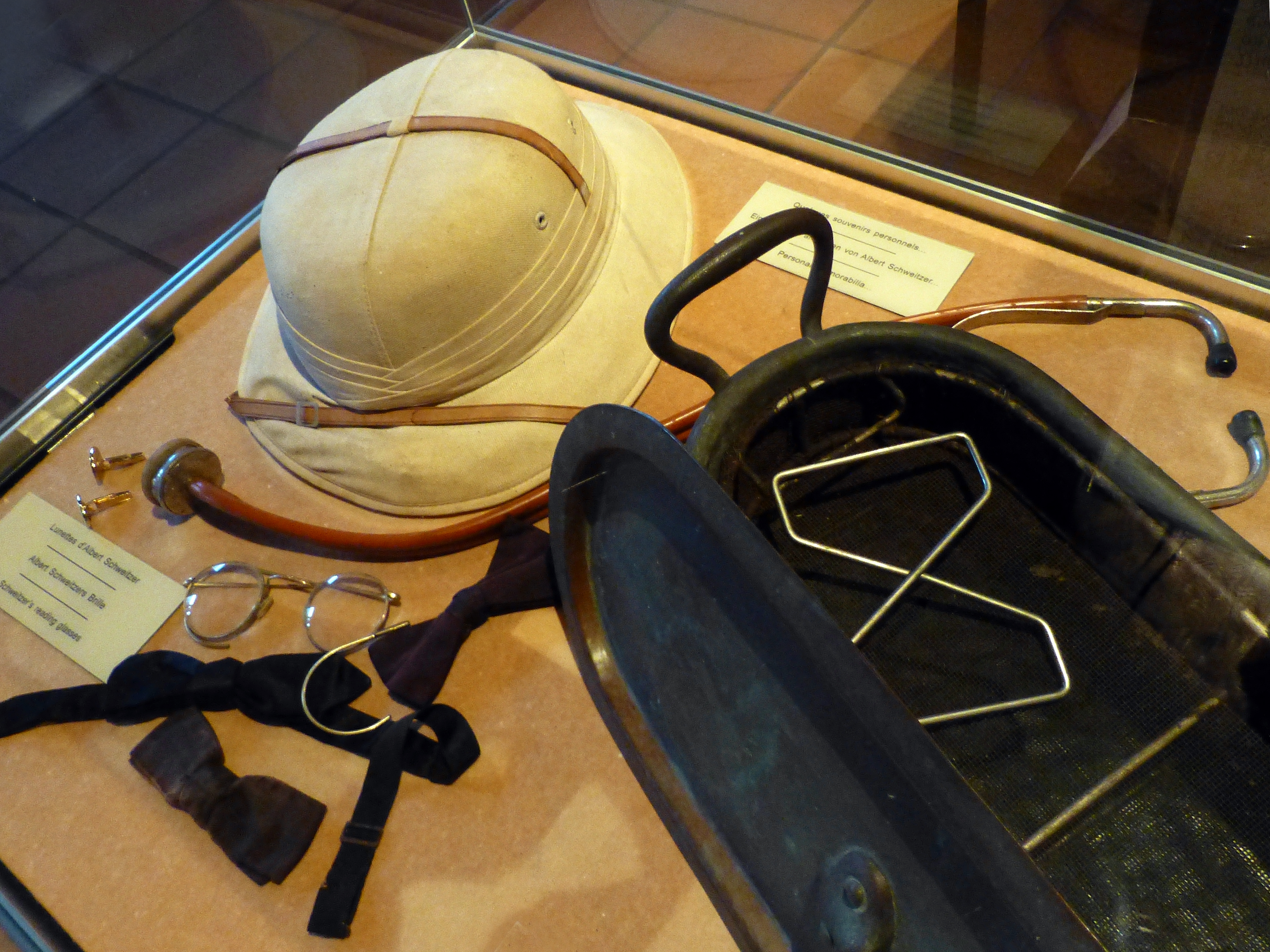
La panoplie du médecin de brousse
(coll. musée Albert-Schweitzer de Kaysersberg).

L'activité médicale d'Albert Schweitzer est à l'origine de sa notoriété auprès du grand public, mais, selon le chercheur gabonais Hines Mabika, elle a suscité moins de recherches historiques que ses autres travaux.
Outre son autobiographie, Ma vie et ma pensée, son abondante correspondance avec Hélène permet néanmoins de le suivre pas à pas au cours de ses années de formation. Selon son habitude, il travaille beaucoup, et ces études, d'abord choisies comme « utiles », le passionnent et constituent pour lui une véritable « expérience sur le plan spirituel ». On le voit aussi intervenir auprès de plusieurs proches, atteints de diverses pathologies, parfois à caractère psychosomatique, et apprendre à ne pas dissocier le malade de son esprit, de sa vie, de sa culture.
Le docteur Schweitzer arrive à Lambaréné en 1913. L'engagement des quelques missionnaires, formés en médecine, déjà à l'œuvre avant son arrivée ont été décrites par le docteur Othon Printz. Ses propres Lettres de Lambaréné contiennent de nombreuses observations cliniques, mais n'ont pas été traduites en français à ce jour. En 2005, un ancien médecin colonial français, André Audoynaud, dresse contre son confrère un réquisitoire très médiatisé. Dans Cœur de gazelle et peau d'hippopotame (2006), le couple Walter et Jo Munz → lui médecin suisse, elle sage-femme d'origine néerlandaise – relate les dernières années d'Albert Schweitzer à Lambaréné et l'évolution ultérieure de son hôpital. Un autre chercheur gabonais, Augustin Emane, a recueilli les témoignages de patients et de leur entourage, publiés en 2013.
Selon le docteur Mabika, les investigations menées à ce jour ne rendent pas compte de l’apport original de Schweitzer à la médecine – notamment à la médecine tropicale –, son souci permanent d'adéquation à l'environnement social et la mise au point progressive d'une nouvelle forme d’accueil et de soins, le village-hôpital.

## Critiques
Albert Schweitzer a toujours été contesté, mais selon André Gounelle – qui lui reconnaît comme à tout être humain des faiblesses et des erreurs – , les attaques virulentes dirigées contre lui dépassent le cadre d'une critique légitime : les partis pris idéologiques et le « goût de démolir les célébrités » y auraient sans doute leur part. Le théologien français se demande aussi si elles ne traduiraient pas une forme de malaise, la pensée et l'action du docteur Schweitzer renvoyant chacun à ses propres responsabilités.

### Premiers heurts

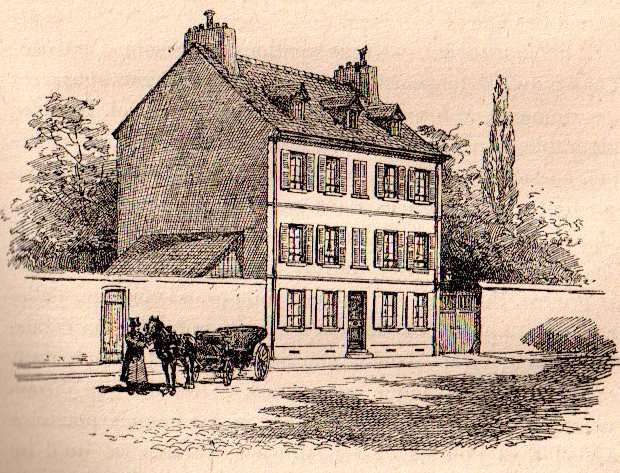
La Société des missions
(avant 1910).

Sa lecture du Nouveau Testament suscite d'abord la désapprobation de tous, avant de faire son chemin. À la Société des missions, si l'on excepte Alfred Boegner et son neveu Marc Boegner, il est plutôt mal accueilli. On se méfie de ce théologien libéral et alsacien. Les Églises redoutent son indépendance d'esprit. De nombreux théologiens le soupçonnent de dénaturer l’Évangile et de s'éloigner du christianisme.
En 1913, les amis, sa famille et sa belle-famille ne comprennent pas son choix de l'Afrique et de la médecine et cherchent à l'en dissuader. Sa mère meurt en 1916 sans s'être réconciliée avec lui.

### Réticences françaises
En dehors de l'Alsace, Albert Schweitzer a rarement trouvé en France ses plus fervents adeptes et, selon André Gounelle et Matthieu Arnold, y reste aujourd'hui largement méconnu, y compris parmi les protestants.
Les deux guerres mondiales, la nationalité de son épouse et son attachement à la double culture éveillent quelquefois le soupçon du côté français, et le mythe en agace plus d'un.
Si Gilbert Cesbron s'enthousiasme en 1949, bien des intellectuels français ne se laissent pas séduire. La même année, dans un poème virulent de son recueil Cantilènes en gelée, Boris Vian s'attaque au personnage,. Dans les années 1950, Jean-Paul Sartre, son cousin (la mère de Sartre est née Schweitzer) futur lauréat d'un prix Nobel (qu'il refusera) et coutumier des portraits au vitriol, le décrit comme « le plus grand filou qui soit ».
Ses prises de position contre l'arme nucléaire à la fin des années 1950 indisposent aussi le gouvernement français pendant que le général de Gaulle, de retour au pouvoir, y est favorable. Les hommages funèbres du gouvernement français seront tièdes.
En 1959, lors de la décolonisation, Schweitzer estimait : « De Gaulle se trompe. Pourquoi veut-il décoloniser si vite ? [... Il] ne se rend pas compte qu’ils ne sont pas mûrs pour la démocratie. Encore moins pour l’indépendance. Elle sera pour eux une tragédie. ». De Gaulle répondait : « Vous croyez que je ne le sais pas, que la décolonisation est désastreuse pour l’Afrique ? [...] Mais que voulez-vous que j’y fasse ? Les Américains et les Russes se croient la vocation de libérer les peuples colonisés et se livrent à une surenchère. »
L'avènement de la vogue humanitaire, par le biais des French doctors qui s'en réclament parfois, lui vaut une montée de popularité en France.
En 2001, dans un ouvrage controversé, Les Frères invisibles, portant sur le pouvoir de la franc-maçonnerie en France, les journalistes d'investigation Ghislaine Ottenheimer et Renaud Lecadre décrivent l'influence considérable de la franc-maçonnerie parmi les chefs d'État africains et les hommes d'affaires, également dans le domaine humanitaire, ajoutant qu'Albert Schweitzer en faisait partie, mais ils n’avancent aucune preuve et cela apparaît peu vraisemblable.
En 2005, André Audoynaud publie un ouvrage polémique, Le docteur Schweitzer et son hôpital à Lambaréné : l'envers d'un mythe. Ancien médecin-chef de l'hôpital public de Lambaréné, il rend hommage au théologien, mais décrie le philosophe et le musicien, et bien davantage encore le confrère, sa personnalité et ses pratiques médicales. Son réquisitoire lui vaut d'être interviewé dans le film documentaire de Georg Misch, Anatomie d'un saint (2010).

### Méfiance américaine

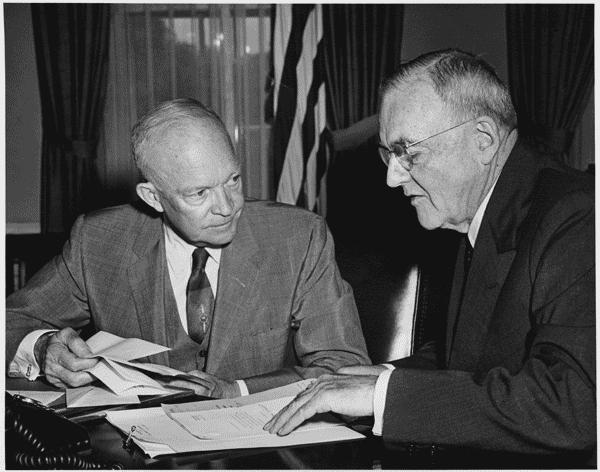
Le président Eisenhower et son Secrétaire d'État, Dulles (1956).

Les États-Unis ont d'abord célébré et soutenu le docteur Schweitzer, mais un revirement se produit à partir de 1957, lorsque celui-ci prend ouvertement position contre les essais nucléaires, et plus généralement contre la course aux armements. Il devient alors persona non grata pour le gouvernement américain et certains médias voient dans ses appels une forme de propagande en faveur des thèses communistes, voire le soupçonnent d'être manipulé par des agents étrangers.
À partir de 1958, le président Eisenhower et son Secrétaire d'État Dulles cessent de lui envoyer leurs vœux à l'occasion de son anniversaire et, en mars 1959, Eisenhower refuse de participer à la cérémonie de remise du titre de docteur honoris causa par l'université de Princeton. Cependant l'arrivée au pouvoir de John Kennedy en janvier 1961 met un terme à cette crispation et, en 2009, lorsque Barack Obama reçoit à son tour le prix Nobel de la paix, il rend hommage à Albert Schweitzer et aux autres « géants de l’histoire » – Martin Luther King, George Marshall et Nelson Mandela – qui l'ont précédé.

### Voix africaines

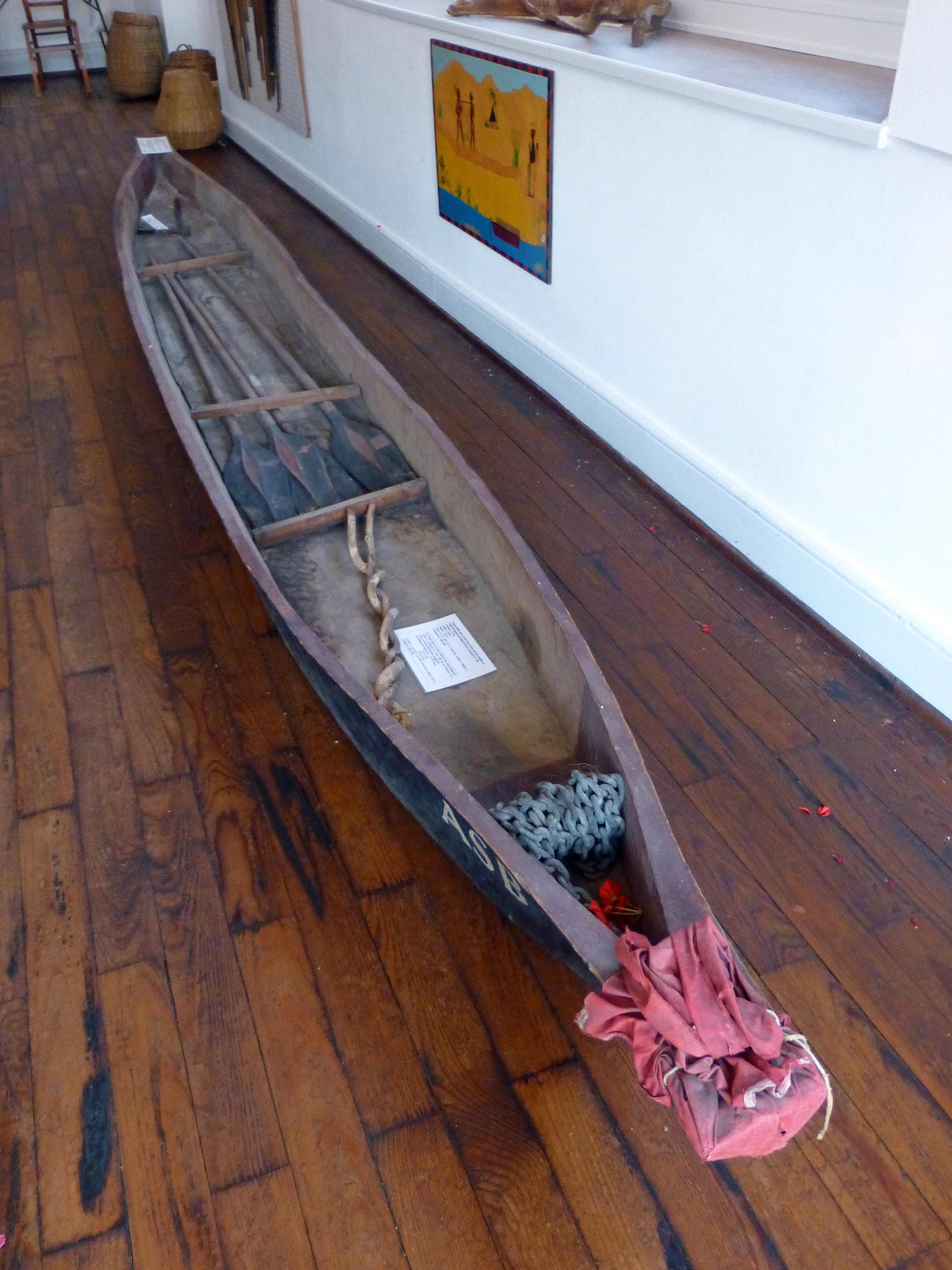
Pirogue taillée par des lépreux de Lambaréné en 1962
(coll. musée africain de Gunsbach).

Dans les sermons prononcés à l'église Saint-Nicolas de Strasbourg avant 1914, Albert Schweitzer avait explicitement critiqué les entreprises coloniales de l'Allemagne et les méthodes violentes utilisées par celle-ci dans ses colonies du Sud-Ouest africain, particulièrement lors du massacre des Héréros. Pourtant, dans le contexte général de la décolonisation, l'accession du Gabon à l'indépendance en 1960 fait apparaître une nouvelle forme de contestation.
En septembre 1962, l'hebdomadaire Jeune Afrique ouvre le feu avec un article intitulé « Le scandale de Lambaréné ». Son auteur, Jane Rouch – une journaliste américaine, épouse de Jean Rouch –, y dénonce les carences de l'hôpital et le regard condescendant que le médecin porterait sur les Africains. Cette tentative de déconstruction du mythe met fin à une monopolisation du discours par l'Europe.
Avec Le Grand Blanc de Lambaréné (1994), tourné au Gabon dans les décors d'origine, le cinéaste camerounais Bassek Ba Kobhio revendique son propre regard sur l'Afrique coloniale – celui « plus authentique » du colonisé. Il fait pourtant le choix assumé de la fiction et remanie à son gré les données biographiques. De la large place faite aux dialogues entre de nombreux personnages émerge le portrait contrasté d'un homme présenté comme infatigable et passionné, mais autoritaire et paternaliste.
En 2013 – année de la célébration du centenaire de l'arrivée du docteur Schweitzer en Afrique –, le Gabonais Augustin Emane, en poste dans une université française, fait le bilan des huit années d'enquêtes menées sur le terrain (en fang et en galoa, rarement en français), auprès de ceux qui l'ont connu. Son livre montre comment le personnage érigé en mythe en Occident a également accédé, bien différemment, au statut d'icône au Gabon, où il l'a largement conservé.
En 2014, son compatriote Noël Bertrand Boundzanga, enseignant-chercheur à l'université Omar-Bongo, rebondit sur la notion de « malentendu productif » développée par Emane et publie avec d'autres historiens et anthropologues gabonais une série d'essais souvent critiques, Le malentendu Schweitzer. Le philosophe français Jean-Paul Sorg déplore à son tour que la dénonciation par Albert Schweitzer, bien avant la Grande Guerre, des atrocités du colonialisme n'ait pas été prise en compte. Il attribue cette vision tronquée à l'« ère du soupçon », caractéristique d'une certaine modernité.

## Héritage
En 1975, à l'occasion du centenaire de sa naissance, son élève et ami Robert Minder avait déjà réuni une centaine de témoignages explorant les multiples facettes du « rayonnement d'Albert Schweitzer ». Depuis ce premier bilan, les hommages et les relais n'ont cessé de se multiplier.

### Associations
Dès l'origine, les associations de soutien ont joué un rôle déterminant dans les réalisations d'Albert Schweitzer. Avant son premier départ en Afrique (1913), il réunit des amis strasbourgeois auxquels il confie la comptabilité et les démarches administratives liées à ses projets. Puis lors de son deuxième séjour (1924) et dans la perspective de la construction de l'hôpital d'Andende, il trouve de nouveaux appuis en Suisse et en Allemagne. Une association suisse d'aide est fondée en 1949, suivie par une dizaine d'autres, en Europe, en Amérique et au Japon, ainsi que des cercles d'amis dans 23 pays.
Par ailleurs, l'« Association de l'hôpital du Docteur Albert Schweitzer à Lambaréné » (ASL) - créée en 1930 et dont Schweitzer préside le comité directeur jusqu'en 1956 - devient propriétaire du nouvel hôpital. À la mort de Schweitzer, l'association se renomme « Association internationale de l'hôpital Albert Schweitzer à Lambaréné et de son œuvre » (AISL). Dans les années 1970, l'AISL se désinvestit de la gestion de l'hôpital au profit d'une fondation gabonaise, la « Fondation internationale de l'hôpital du Docteur Schweitzer à Lambaréné » (FISL). L'AISL prend alors le nom d'« Association internationale pour l'œuvre du docteur Albert Schweitzer de Lambaréné » et s'emploie désormais à faire connaître la vie et la pensée du Dr Schweitzer. Elle gère le musée, les archives, le site Internet et publie des ouvrages.
Une autre association, l'« Association française des amis d'Albert Schweitzer » (AFAAS), fondée à Paris en 1957, édite les Études schweitzériennes (1990-2003) et les Cahiers Albert Schweitzer (avril 1959-), qui sont une mine de documents, de textes et d’études. Son siège se trouve aujourd'hui à Strasbourg. En Suisse, l'« Association suisse Albert Schweitzer » publie deux fois par an Les Nouvelles de Lambaréné et de l’œuvre d’Albert Schweitzer dans le monde et soutient occasionnellement les actions de Nouvelle Planète.

### Prix Albert-Schweitzer
Plusieurs récompenses portent le nom de « prix Albert-Schweitzer ». La plus ancienne fut créée en 1969 par un mécène de Hambourg, Alfred Toepfer.

### Musées

#### En France
- la maison natale d'Albert Schweitzer à Kaysersberg[157].

- l'ancienne maison d'Albert Schweitzer à Gunsbach[158] où sont exposées les collections et les archives tandis des objets africains sont exposés à la mairie de la ville. La demeure accueille près de 6 000 visiteurs par an[159]

#### En Allemagne
- le musée Albert-Schweitzer-Gedenk- Und Begegnungsstätte à Weimar[160].
- le Albert-Schweitzer-Haus à Königsfeld en Forêt-Noire[161].

#### En Autriche
- Le centre culturel Albert Schweitzer Haus dans l'ancienne église bénédictine Schwarzspanierkirche à Vienne [162].

#### Au Gabon
- à Lambaréné, sur le site de l'ancien hôpital[163] au milieu des années 1980[164] un musée permet de voir des éléments d'origine (mobilier, matériel médical), reconstitué, ainsi que différents objets, tels souvenirs et photographies d'archives.

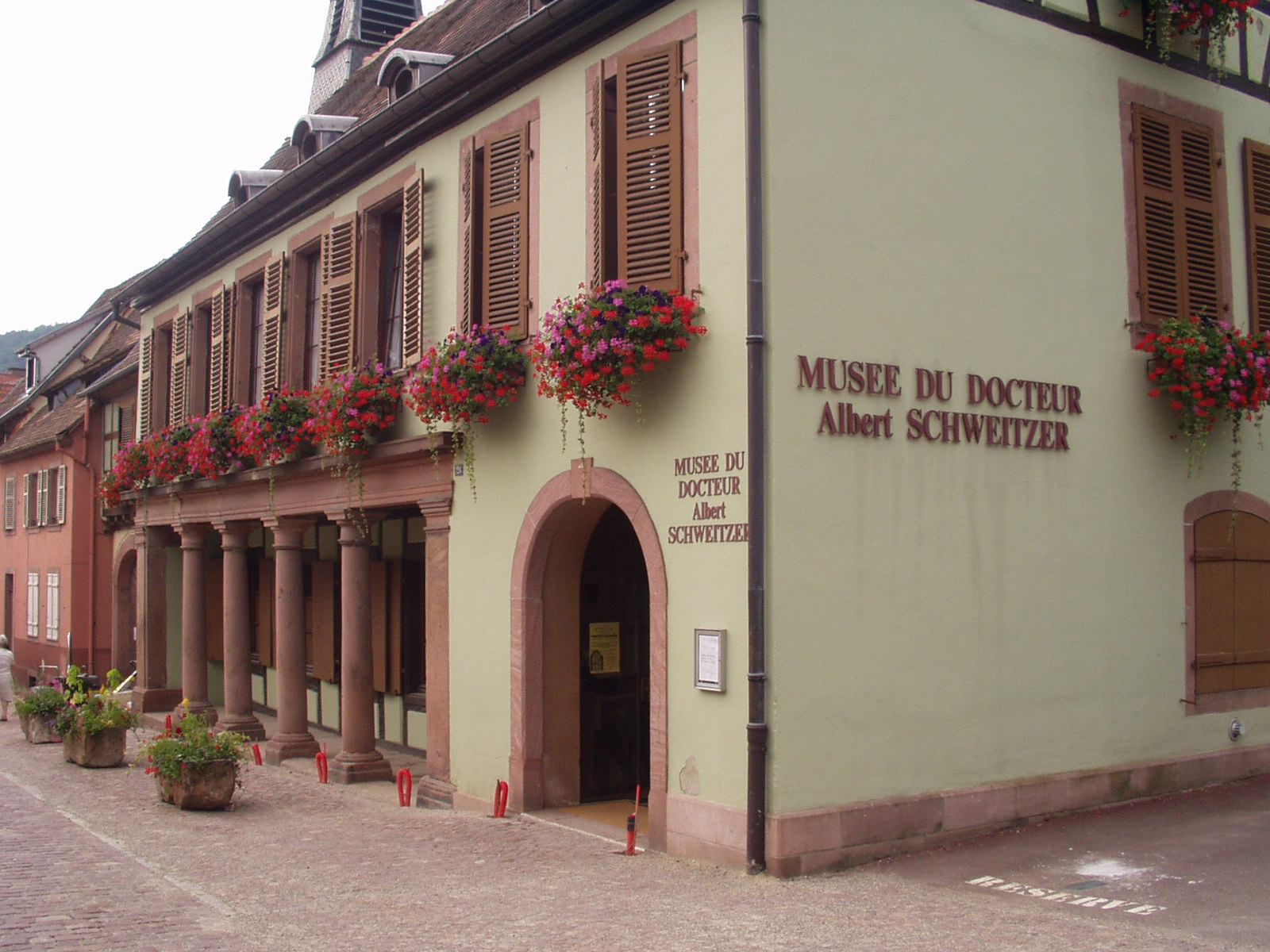
Musée de Kaysersberg.
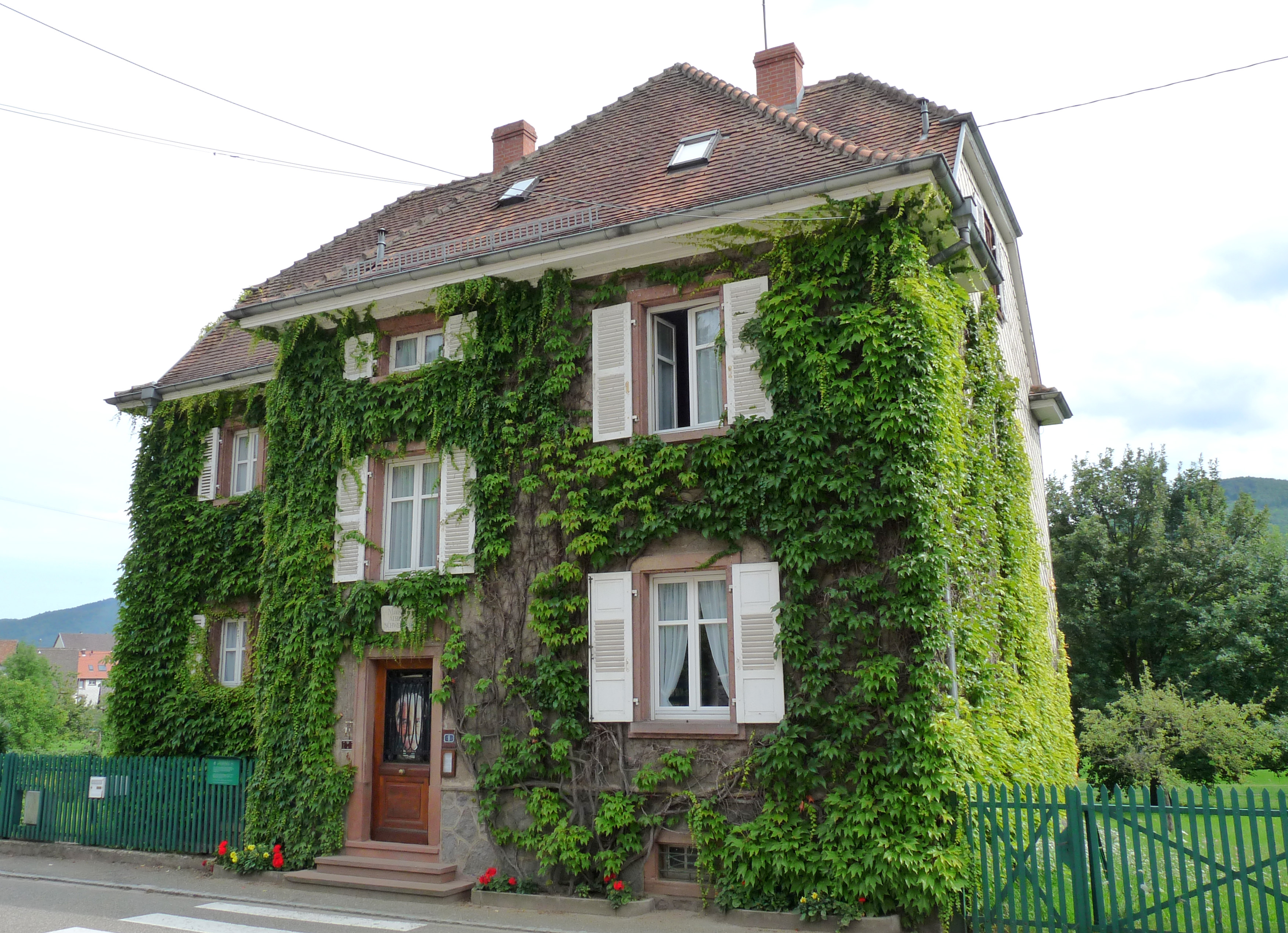
Musée de Gunsbach.
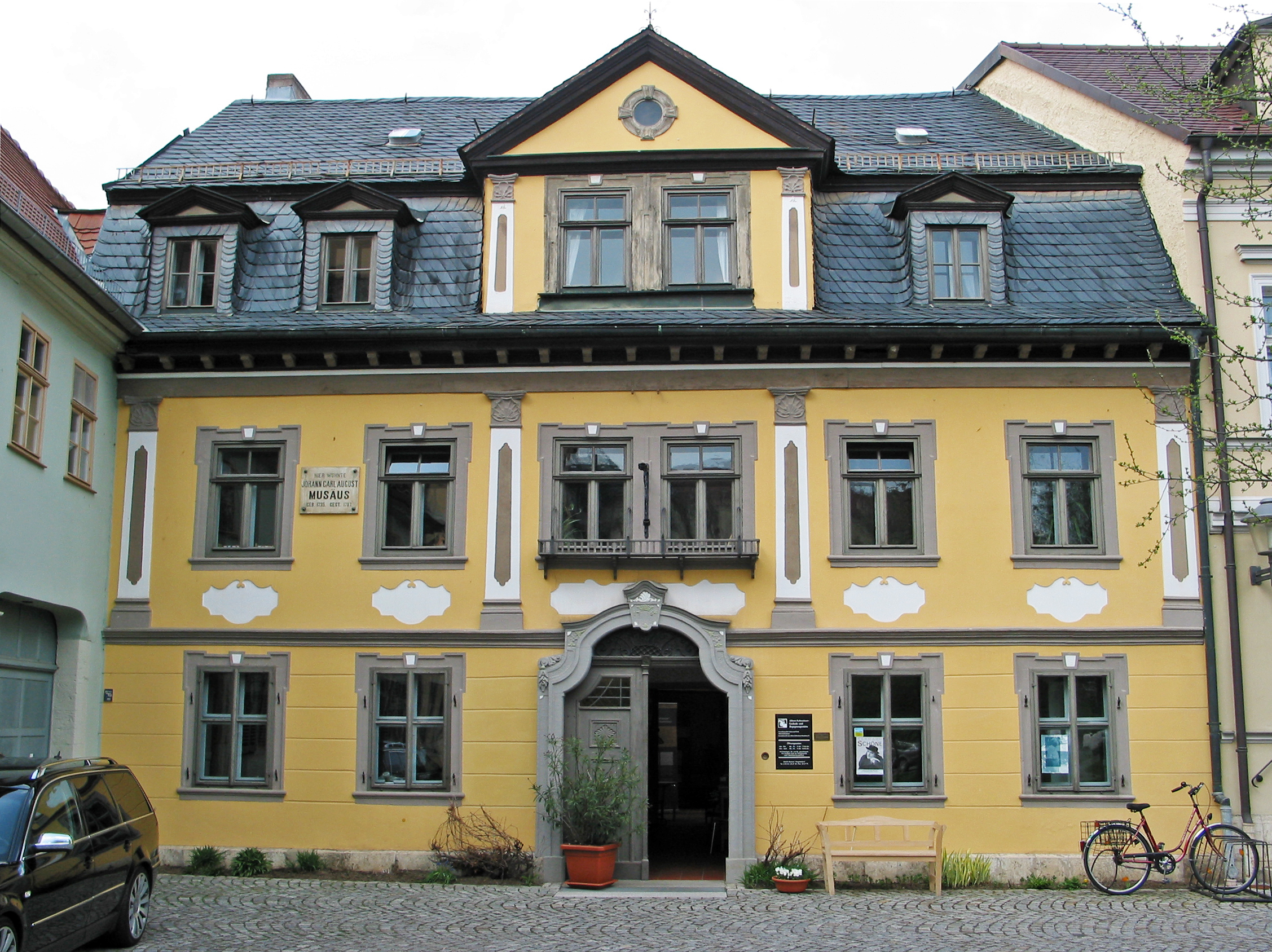
Musäushaus à Weimar.
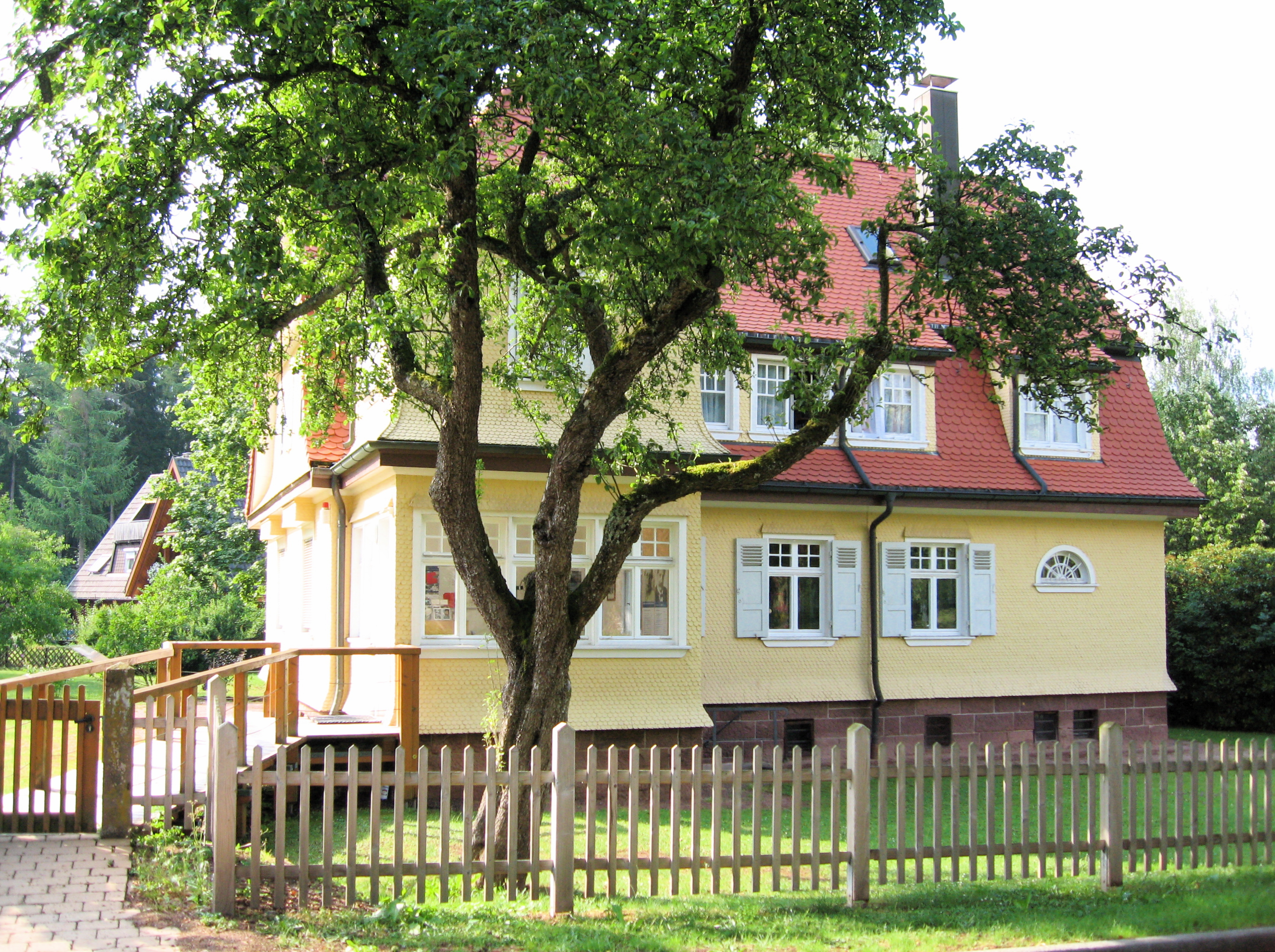
Maison de Königsfeld.

### Œuvres d'art

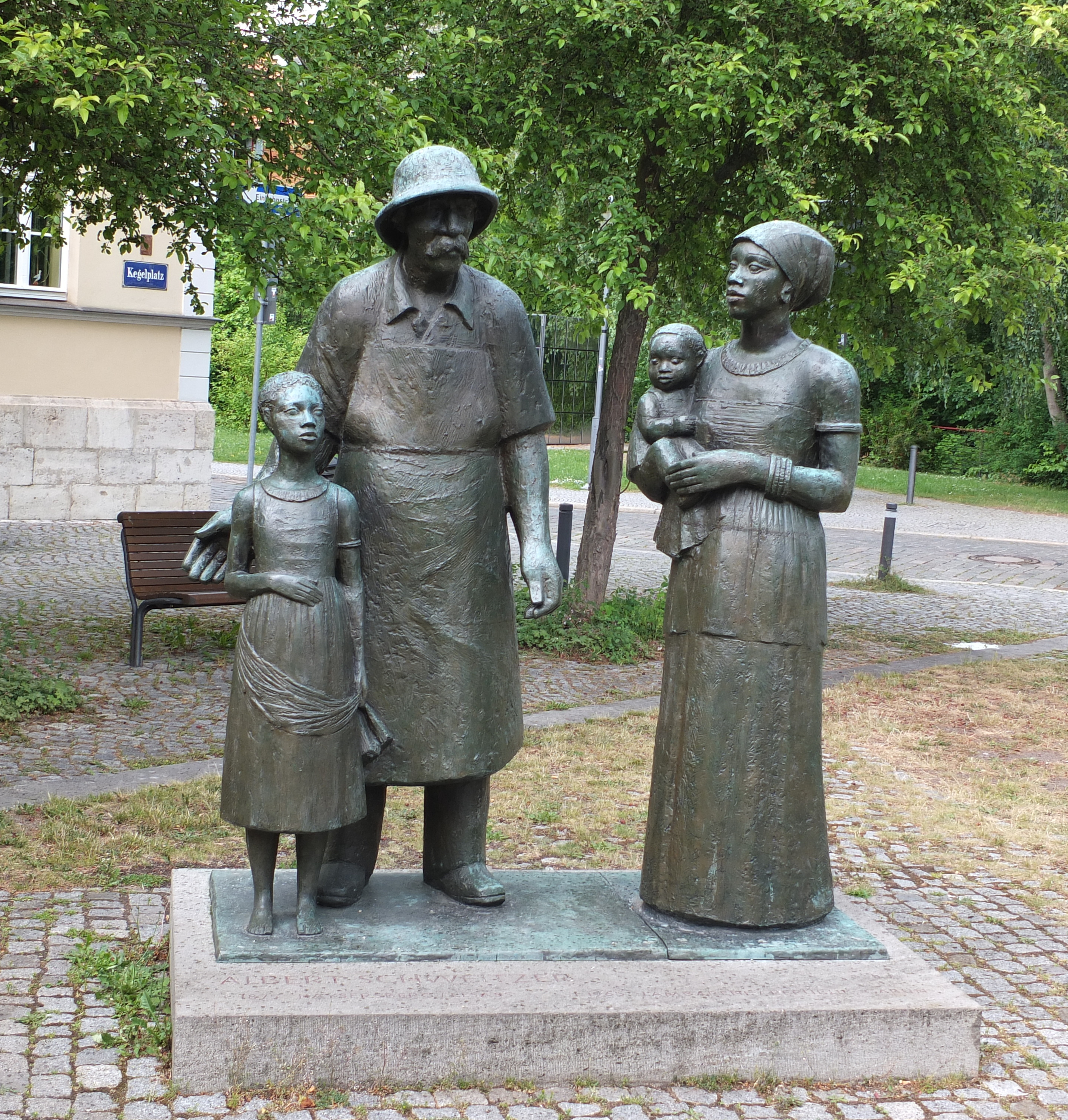
Monument de Gerhard Geyer à Weimar (1968).

Le personnage d'Albert Schweitzer, sa silhouette, sa moustache drue, avec ou sans casque colonial, ont inspiré nombre de créateurs, tout particulièrement les sculpteurs. Connus ou moins connus, ils ne peuvent être cités tous.

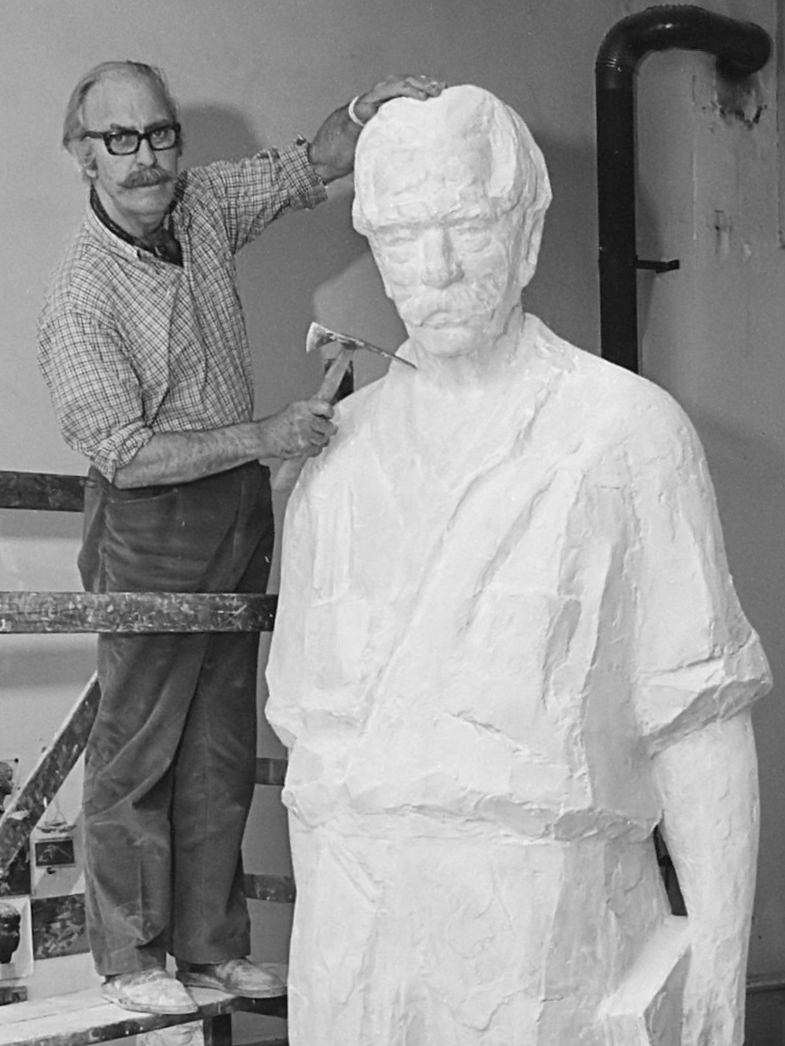
Le sculpteur néerlandais Pieter de Monchy au travail (1974).

Parmi eux, l'Allemagne est bien représentée. Une photographie de 1929 montre Otto Leiber, artiste allemand né à Strasbourg, achevant un buste en présence de son modèle. Jürgen von Woyski est l'auteur, en 1961, d'une statuette de bronze, Professor Dr A. Schweitzer, qui le met en scène avec costume de voyage et bagages. Le peintre et sculpteur allemand originaire de Bohême, Oskar Kreibich, peint son portrait, « à la manière de Kokoschka », selon une étude de 1962. Un artiste de Halle, Gerhard Geyer, est l'auteur du premier monument dédié à Albert Schweitzer. Érigé à Weimar en 1968, ce groupe sculpté en bronze représente une femme africaine, son bébé et une fillette, aux côtés du médecin qui porte casque, tablier et bottes. En Alsace, c'est aussi à un artiste allemand, Fritz Behn — qui fut élève de Rodin —, que fut confié le monument érigé en 1969 sur les hauteurs de Gunsbach, au lieu-dit Kanzrain, où l'enfant du pays aimait se retirer pour contempler la nature et méditer, comme en témoigne une lettre au sculpteur : « Car là-bas j'étais celui qui était occupé à penser. Là-bas j'aimerais demeurer dans la pierre, et que l'on m'y rende visite ».

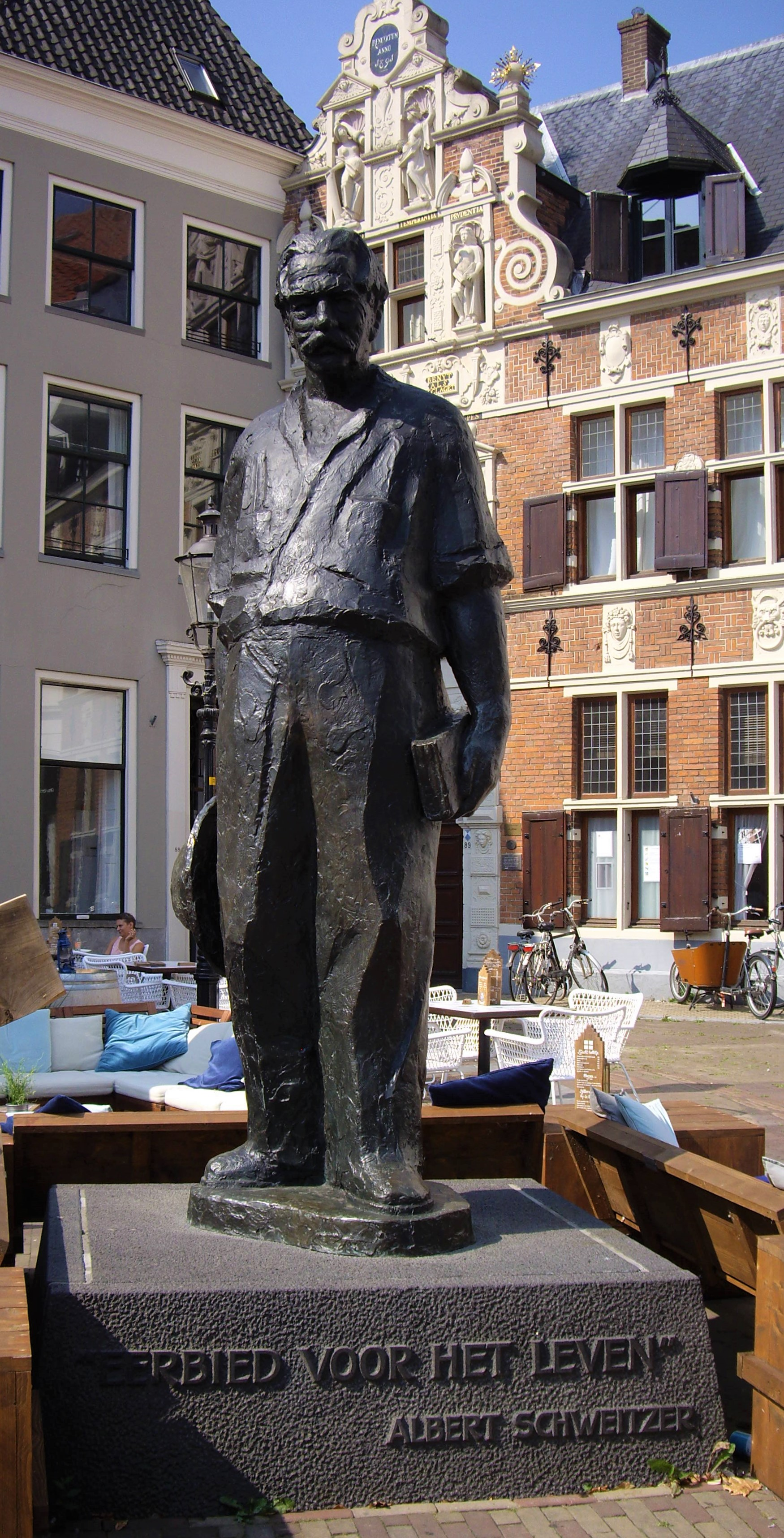
Statue d'Albert Schweitzer à Deventer (la formule "respect de la vie" est rappelée sur le socle, en néerlandais).

En 1953, le peintre polonais Feliks Szczęsny Kwarta (pl) peint un portrait qui se trouve actuellement au Collège royal de médecine à Londres. Le buste exécuté par le Français Georges Boulogne (1926-1992) en 1954 est érigé dans les jardins princiers de Monaco en 1966. Le plâtre original de ce buste, pour lequel Albert Schweitzer avait posé dans sa maison de Gunsbach, est conservé au Musée du Plâtre avec le fonds d'atelier du sculpteur Boulogne, fonds actuellement mis en réserve après l'éviction du Musée du Plâtre décidée par la municipalité de Cormeilles-en-Parisis. 
Aux Pays-Bas, un buste du docteur Schweitzer a été offert au Palais de la Paix de La Haye en 1958.  Une statue monumentale due au sculpteur néerlandais Pieter de Monchy est inaugurée en 1974 par la reine Juliana sur le Brink, la place centrale de Deventer(dans la province d'Overijssel), car un fonds Schweitzer y avait été créé pour soutenir son travail en Afrique, ce qui avait conduit Albert Schweitzer à y venir à plusieurs reprises pour donner des concerts d'orgue et ainsi aider à la levée de fonds.
Le prix Nobel de la paix reçu en 1952 étend la notoriété d'Albert Schweitzer outre-Atlantique. Le graveur américain Arthur Heintzelman réalise son portrait dans les années 1950. L'économiste Leo Cherne, également sculpteur de bustes de plusieurs contemporains, consacre en 1955 sa première œuvre à Albert Schweitzer. Travaillant d'après des photographies, il ne l'avait pas encore rencontré, mais les deux hommes entretiendront ensuite une correspondance jusqu'à la mort du médecin. Riverside Church, une église interdénominationnelle de Manhattan construite pendant l'entre-deux-guerres, abrite une statue de Lee Lawrie, d'origine allemande et dont le nom est associé à de nombreuses réalisations architecturales de la première moitié du XXe siècle.
L'art contemporain n'oublie pas Albert Schweitzer : aux côtés de Nelson Mandela ou du dalaï-lama, il a rang d'icône culturelle, comme à la Demeure du Chaos de Saint-Romain-au-Mont-d'Or.

### Théâtre et cinéma
En 1949, Gilbert Cesbron, écrivain catholique engagé, rend visite pour la première fois à Albert Schweitzer à Gunsbach. Il fonde de grands espoirs sur ce pasteur luthérien qu'il pense capable de revigorer un christianisme mis à mal par les horreurs de la guerre. Sa pièce de théâtre, Il est minuit, docteur Schweitzer (1951), remporte un grand succès et contribue grandement à la notoriété du médecin en France. Elle est adaptée à la radio et portée à l'écran l'année suivante par André Haguet qui a confié le rôle principal à Pierre Fresnay. En 2011, le chanteur franco-gabonais Jann Halexander reprend à son compte le titre Il est minuit, Docteur Schweitzer pour l'une de ses chansons.
Outre le long métrage de Haguet, Albert Schweitzer a inspiré une dizaine d'œuvres cinématographiques. Albert Schweitzer (1957), une hagiographie américaine d'Erica Anderson et Jerome Hill, remporte en 1958 l'Oscar du meilleur film documentaire. Un autre Américain, Gray Hofmeyr (en), réalise Médecin de l'impossible, interprété par Malcolm McDowell (1990). Le réalisateur camerounais Bassek Ba Kobhio brosse en 1990 un portrait iconoclaste, Le Grand Blanc de Lambaréné – la première représentation de Schweitzer par un cinéaste africain. En 2009, le Britannique Gavin Millar choisit de situer son Albert Schweitzer à l'orée de la guerre froide, lorsque le médecin prend ouvertement position contre l'arme nucléaire. En 2010, le documentariste allemand Georg Misch (de) réalise Albert Schweitzer, anatomie d'un saint pour la télévision et le cinéma.

### Noms d'organisations et de voies urbaines
Comme d'autres lauréats, Albert Schweitzer a bénéficié de l'« effet Nobel ». Outre les avantages matériels liés, directement ou indirectement, à cette distinction, il acquiert en 1952 une aura internationale considérable, qui conduit de très nombreux établissements hospitaliers et scolaires, églises, institutions et voies urbaines à prendre son nom, inspirés ou non par son œuvre. L'hôpital Albert-Schweitzer de Lambaréné, mais aussi celui d'Haïti, fondé en 1956 par Larry Mellon, le square Albert-Schweitzer dans le 4e arrondissement de Paris ou l'ancien train Albert-Schweitzer qui reliait Dortmund à Strasbourg, ainsi que deux lycées, en constituent quelques exemples.
La situation est différente en Afrique où, à l'exception de Lambaréné, il n'y a aujourd'hui ni rues ni établissements scolaires à son nom dans aucune ville du Gabon, ni de volonté particulière du gouvernement — qui reste le principal financier de l'hôpital — d'en faire une icône, contrairement à ce qui s'est passé dans le cas de Savorgnan de Brazza, par exemple.

### Philatélie et numismatique
Albert Schweitzer constitue à lui seul un thème de collection, comme en témoigne une exposition de 2013 à Kaysersberg qui réunissait les quelque 1 300 pièces (timbres, enveloppes, photos) d'un philatéliste passionné.
Les premiers timbres à l'effigie du docteur ont été émis à Monaco en 1955, à l'occasion de son 80e anniversaire. En 1960 la toute jeune République gabonaise dédie son premier timbre à Albert Schweitzer, puis, au fil des ans, en émet d'autres en hommage au médecin, à son hôpital et même à son pélican, ainsi qu'un timbre en or en 1965. Alors qu'en amont du centenaire de la naissance d'Albert Schweitzer en 1975, A. Brenet avait dressé une déjà riche « Histoire philatélique d'Albert Schweitzer », cette année-là une centaine de timbres sont émis par 36 pays.
Les commémorations se succèdent et, en 2015, à l'occasion du 50e anniversaire de son décès, un nouveau timbre est créé par la Société philatélique Union 1877 de Strasbourg.
Des monnaies commémoratives sont également frappées à son effigie, notamment en RFA et en RDA.

## Œuvres

### Publications principales
- Eugène Münch 1857-1898, éd. imprimerie J. Brinkmann, Mulhouse, 1898, 33 p.
- (de) Die Religionsphilosophie Kants von der Kritik der reinen Vernunft bis zur Religion innerhalb der Grenzen der blossen Vernunft, éd. J. C. B. Mohr, Freiburg i. B., Leipzig, Tübingen, 1899, 325 p. (publication de sa thèse de philosophie, Die Religionsphilosophische Skizze der Kritik der reinen Vernunft, 1899)
- (de) Das Abendmahl im Zusammenhang mit dem Leben Jesu und der Geschichte des Urchristentums (thèse de théologie soutenue en 1900, publiée chez J. C. Mohr, Tübingen, 1901)
- (de) Das Leidens- und Messianitätsgeheimnis, eine Skizze des Lebens Jesu, (habilitation soutenue en 1902, publiée à Tübingen/ Lepzig, 1901
  - Trad. : Le secret historique de la vie de Jésus, (trad. Annie Anex-Heimbrod), éd. Albin Michel, Paris, 1961

- Jean-Sébastien Bach, le musicien-poète, éd. Breitkopf & Härtel, Leipzig, 1905, préface de Charles-Marie Widor
- (de) Von Reimarus zu Wrede. Eine Geschichte der Leben-Jesu-Forschung, Mohr-Siebeck, Tübingen, 1906
- (de) Deutsche und französische Orgelbaukunst und Orgelkunst, Breitkopf & Härtel, Leipzig, 1906, 51 p.
  - Trad. « Art comparé de la facture et du jeu de l'orgue en France et en Allemagne », in L'Orgue, nos 122-123, avril-septembre 1967, p. 40-62

- (de) Johann Sebastian Bach, éd. Breitkopf & Härtel, Leipzig, 1908; ce livre n'est pas une traduction allemande du précédent mais une ré-écriture complète par Albert Schweitzer pour le public germanophone de l'ouvrage magistral écrit en français avec les encouragements de Charles-Marie Widor et d'Ernest Münch et publié en 1905. Le livre en allemand conserve sa préface de Charles-Marie Widor.
- (de) Internationales Regulativ für Orgelbau. Entworfen und bearbeitet von der Sektion für Orgelbau auf dem dritten Kongress der Internationalen Musikgesellschaft (en collab. avec l'abbé François-Xavier Mathias), Artaria, Vienne, Breitkopf et Haertel, Leipzig, 1909, 46 p.
  - Trad. : Règles internationales pour la construction des orgues, Strasbourg, 1909

- (de) Geschichte der Paulinischen Forschung von der Reformation bis auf die Gegenwart, Georg Olms Verlag, 1911, 197 p.
- (de) Kritik der von medizinischer Seite veröffentlichten Pathographien über Jesus, Université de Strasbourg, 1913 (thèse de médecine)
  - Publiée sous le titre Die psychiatrische Beurteilung Jesu: Darstellung und Kritik, éd. J. C. Mohr, Tübingen, 1913, 46 p.
- Notes et nouvelles de la part du prof. Dr Albert Schweitzer Lambaréné (s. Ogooué, Gabon français), Imprimerie M. DuMont Schauberg, Strasbourg, 1913, 21 p.
- (de) Geschichte der Leben-Jesu-Forschung, Mohr-Siebeck, Tübingen, 1913 (édition revue et augmentée de Von Reimarus zu Wrede, 1906)
- Psychopathologie du nationalisme, 1915, Arfuyen, 2016.
- (de) Zwischen Wasser und Urwald. Erlebnisse und Beobachtungen eines Arztes im Urwalde Aequatorialafrikas, M. Drechsel, Bern, 1921, 165 p.
  - Trad. : À l'orée de la forêt vierge : récits et réflexions d'un médecin en Afrique équatoriale, La Concorde, Lausanne, 1923, 192 p. ; plusieurs rééd. chez Albin Michel, dont 1985, 219 p.  (ISBN 2-226-02307-0)

- (de) Kulturphilosophie. Verfall und Wiederaufbau der Kultur, Bern 1923.
- (de) Aus meiner Kindheit und Jugendzeit, Librairie évangélique, 1924, 73 p.
  - Trad. : Souvenirs de mon enfance, éd. de la Concorde, Lausanne, 1926, plusieurs rééd. chez Albin Michel, Paris, dont 1984, 108 p.  (ISBN 2-226-02161-2)

- (de) Das Christentum und die Weltreligionen (conférences de Selly Oak, 1922)
  - Trad. : Les religions mondiales et le christianisme, Van Dieren, Paris, 2000, 80 p.  (ISBN 978-2-911087-17-2)

- (de) Das Messianitäts- und Leidensgeheimnis, Mohr, Tübingen, 1929, 109 p.
- Nouvelles de Lambaréné – Du printemps à l’automne 1924, éd. Librairie évangélique, Strasbourg, 1925
- (de) Selbstdarstellung, Felix Meiner, Leipzig, 1929
- (de) Die Mystik des Apostels Paulus, Mohr, Tübingen, 1930
  - Trad. : La mystique de l'apôtre Paul (traduction de l'allemand par Marcelle Guéritot), éd. Albin Michel, Paris, 1962, 338 p.

- (de) Aus meinem Leben und Denken, Meiner, 1931, 211 p.
  - Trad. : Ma vie et ma pensée, éd. Albin Michel, Paris, 1960 (plus. réimpr.), 286 p.  (ISBN 978-2-226-24643-1) (la traduction française omet certains passages de l'original).

- (de) Afrikanische Jagdgeschichten, Éditions des Sources, Strasbourg, 1936, 16 p.
- (de) Afrikanische Geschichten, Meiner, Hamburg, 1938, 98 p.
  - Trad. : Histoires de la forêt vierge, éd. Payot, Paris, 1941 (rééd. Payot, 1952, 174 p.)

- (de) Die Weltanschauung der indischen Denker: Mystik und Ethik, C. H. Beck, Munich, 1935, 201 p.
  - Trad. : Les grands penseurs de l'Inde : étude de philosophie comparée, éd. Payot, Paris, 1936, plusieurs rééd. dont 2004, 271 p.  (ISBN 978-2-228-89851-5)

- Goethe : L'homme et l’œuvre, impr. des Dernières Nouvelles d'Alsace, Strasbourg, 1949, 16 p. (conférence faite à Aspen, Colorado, extrait de Les Saisons d'Alsace, no 1, 1950)
- Paix ou guerre atomique, éd. Albin Michel, Paris, 1958, 60 p. (discours radiodiffusés)
- Histoire de mon pélican (photographies de Anna Wildikann), éd. Albin Michel, Paris, 1963, 72 p.

### Autres éditions posthumes
- (de) Reich Gottes und Christentum (édition et préface d'Ulrich Neuenschwander), J. C. B. Mohr (P. Siebeck), Tübingen, 1967, 212 p., réédité sous la direction d'Ulrich Luz, Ulrich Neuenschwander et Johann Zürcher, C. H. Beck, München, 1995, 508 p.  (ISBN 3-406-39130-3)
- (de) Gesammelte Werke in fünf Bänden (éd. Rudolf Grabs), Beck, Munich, 1974
- La civilisation et l’éthique (trad. Madeleine Horst, avant-propos par Robert Minder, préface du pasteur Georges Marchal), éd. Alsatia, Colmar, 1976, 215 p. (trad. du tome premier de Kultur und Ethik et dernière partie du second tome de Kulturphilosophie)
- La paix par le respect de la vie (adresse au lecteur par Robert Minder, traduction, notes et conclusion par Madeleine Horst), éd. de la Nuée Bleue, Strasbourg, 1979, 328 p.  (ISBN 2-7165-0037-1) (traduction des 16 premiers chapitres du tome 2 de Kultur und Ethik)
- Humanisme et mystique (textes choisis par Jean-Paul Sorg), éd. Albin Michel, Paris, 1995, 531 p.  (ISBN 978-2-226-07893-3)
- Conversations sur le Nouveau Testament (Gespräche über das Neue Testament, trad. de l'allemand par Pierre Kemner, préf. de Jean-Paul Sorg, postf. de Winfried Döbertin), éd. Brepols, Paris, 1996, 196 p.  (ISBN 2-503-83024-2)
- (de) Straßburger Vorlesungen (édité par Erich Gräßer et Johann Zürcher), C. H. Beck, München, 1998, 759 p.  (ISBN 3-406-39130-3)
- (de) Kultur und Ethik in den Weltreligionen (édité par Ulrich Körtner et Johann Zürcher), C. H. Beck, München, 2001, 467 p.  (ISBN 9783406477829)
- (de) Geschichte des chinesischen Denkens (édité par Bernard Kaempf et Johann Zürcher), C. H. Beck, München, 2002 (élaboration en 1937), 360 p.  (ISBN 978-3-406-48181-9)
- (de) Wir Epigonen : Kultur und Kulturstaat (édité par Ulrich Körtner et Johann Zürcher), Beck, München, 2005, 416 p.  (ISBN 3-406-52765-5)
- Respect de la vie, textes choisis et présentés par Bernard Kaempf, introduction d'Alexandre Minkowski, Éditions Arfuyen, Paris-Orbey, 1990.
- Psychopathologie du nationalisme (textes de 1915, établis, traduits et présentés par Jean-Paul Sorg), Éditions Arfuyen, coll. "La faute à Voltaire", Paris-Orbey, 2016, 150 p.  (ISBN 978-2845902374)

### Correspondance

#### en allemand
- (de) Albert Schweitzer. Briefe aus Lambarene (1924-1927), C. H. Beck, München, 2009 (première éd. 1928, puis 1955), 191 p.  (ISBN 978-3-406-59261-4) (lire extrait en ligne )
- (de) Gerhardt Fischer (éd.), Briefe aus dem Lambaréné-Spital, Berichte aus den Jahren 1930-1954, Union Verlag, Berlin, 1981, 292 p.
- (de) Werner Zager (éd.) Albert Schweitzer. Theologischer und philosophischer Briefwechsel 1900-1965, C.H. Beck, München, 2006, 941 p.  (ISBN 3-406-54900-4)

#### en français
- Correspondance entre Albert Schweitzer et Hélène Bresslau (introduction et notes de Jean-Paul Sorg), Jérome Do Bentzinger, Colmar, 3 vol., tome 1, 1901-1905 : L'Amitié dans l'amour, 2005, 250 p.  (ISBN 2-84960-048-2) ; tome 2, 1906-1909 : L'Amour dans l'amitié, 2009, 334 p.  (ISBN 978-2-84960-182-2) ; tome 3, 1910-1912 : L'Alliance, 2011, 331 p. + pl.  (ISBN 978-2-84960-287-4)
- « Lettres à Albert Einstein », in Études schweitzeriennes, no 2, 1991
- « Lettres à Oskar Kraus (Prague et Londres) », in Études schweitzeriennes, no 3, 1992
- « Lettres à Gustav von Lüpke » (traduites par Jean-Paul Sorg), in Études schweitzeriennes, no 8, printemps 1998
- « Lettres à Nikos Kazantzakis », in Études schweitzeriennes, no 9, 2000
- Lettres à Annette, rédigées par Albert Schweitzer et quelques-unes de ses collaboratrices entre 1920 et 1966, Otterswiller, édition Albert Frey, 2010
- Correspondance avec Charles Michel (1936-1965), tirage privé
- L'anthologie Humanisme et mystique réunie par Jean-Paul Sorg, contient d'autres lettres inédites par ailleurs.

### Sermons
Une thèse sur la prédication d'Albert Schweitzer entre 1898 et 1948, soutenue à Strasbourg en 2012, recense textes et analyses, mais nombre de sermons sont aujourd'hui considérés comme perdus
.
- (de) Straßburger Predigten (édition et postface d'Ulrich Neuenschwander), C.H. Beck, München, 1re éd. 1966, 169 p. (dix-sept sermons prononcés entre 1900 et 1919)
- Vivre : paroles pour une éthique du temps présent (préface de Georges Marchal, traduction Madeleine Horst, postface d'Ulrich Neuenschwander, éd. Albin Michel, Paris, 1re éd. 1970 (traduction des Strassburger Predigten)
- (de) Predigten 1898-1948 (édités par Richard Brüllmann et Erich Gräßer), C. H. Beck, München, 2001, 1 392 p.  (ISBN 3-406-39130-3)
- Les sermons de Lambaréné (édités par Jean-Paul Sorg et Philippe Aubert), Strasbourg, 2000, Études schweitzériennes, no 10
- Agir : 21 sermons sur les missions et l'humanitaire (traduction, introduction et postface Jean-Paul Sorg), Éditions Ampelos, 2009, 193 p.  (ISBN 978-2-35618-029-2)
- L'Esprit et le Royaume (30 sermons traduits et édités par Jean-Paul Sorg), Éditions Arfuyen, Paris-Orbey, 2015, 252 p.  (ISBN 978-2-845-90214-5) Prix Nathan Katz du Patrimoine 2015.

### Enregistrements
Albert Schweitzer a enregistré plusieurs compositions de Mendelssohn, César Franck et Charles-Marie Widor, mais il a surtout réalisé de nombreux enregistrements de l'œuvre pour orgue de Jean-Sébastien Bach, à Londres (1928 et 1935), Strasbourg (1936) et Gunsbach (1951-1952). Le numéro du Bach-Werke-Verzeichnis (BWV) permet de situer chacun dans la liste des œuvres de Jean-Sébastien Bach.

#### Londres (Queen's Hall,mai 1928, etBarking,All Hallows-by-the-Tower, 16-18 décembre 1935)
- BWV 668 Vor deinen Thron tret' ich en sol majeur(1928)
- BWV 727  Herzlich tut mich verlangen en si mineur (1928)
- BWV 534 Prélude et fugue en fa mineur (1935)
- BWV 541 Prélude et fugue en sol majeur (1935)
- BWV 542 Prélude (Fantaisie) et fugue en sol mineur (1935)
- BWV 545 Prélude et fugue en do majeur (1935)
- BWV 565 Toccata et fugue en ré mineur (1935)
- BWV 578 Fugue en sol mineur (1935)

#### Strasbourg (Église Sainte-Aurélie, 20-29 octobre 1936)
- BWV 36.4 Wie schön leuchtet der Morgenstern
- BWV 62 Nun komm, der Heiden Heiland
- BWV 80 Ein feste Burg ist unser Gott
- BWV 83 Mit Fried und Freud ich fahr dahin
- BWV 112 Der Herr ist mein getreuer Hirt
- BWV 140 Wachet auf, ruft uns die Stimme
- BWV 180 Schmücke dich, o liebe Seele
- BWV 244 Befiehl du deine Wege  (Passion selon saint Matthieu)
- BWV 252 Nun danket alle Gott
- BWV 358 Jesu, meine Freude
- BWV 365 Jesus, meine Zuversicht
- BWV 370 Komm, Gott Schöpfer, heiliger Geist
- BWV 373 Liebster Jesu, wir sind hier
- BWV 385 Nun bitten wir den heiligen Geist
- BWV 401 O Lamm Gottes unschuldig
- BWV 431 Wenn wir in höchsten Nöten sein
- BWV 434 Wer nur den lieben Gott lässt walten
- BWV 543  Prélude et fugue en la mineur
- BWV 548 Prélude et fugue en mi mineur
- BWV 564 Adagio
- BWV 611  Christum wir sollen loben schon
- BWV 616 Mit Fried' und Freud'ich fahr dahin
- BWV 622 O Mensch, bewein' dein' Sünde gross
- BWV 629 Erschienen ist der herrliche Tag
- BWV 635b An Wasserfluessen Babylon
- BWV 654 Schmücke dich, o liebe Seele mi bémol majeur
- BWV 656 O Lamm Gottes, unschuldig en la majeur
- BWV 700  Vom Himmel hoch da komm ich her
- BWV 731 Liebster Jesu, wir sind hier en sol majeur

#### Gunsbach (Église paroissiale, 1951-1952)
- BWV 544 Prélude et fugue en si mineur
- BWV 604 Gelobet seist du, Jesu Christ,
- BWV 639 Ich ruf zu dir, Herr Jesu Christ
- BWV 643 Alle Menschen müssen sterben
- BWV 659 Nun komm, der Heiden Heiland en sol mineur ,
- BWV 720 Ein feste Burg ist unser Gott en ré majeur
- BWV 737 Vater unser im Himmelreich en ré mineur